# Classe Nimitz
A classe Nimitz é constituída por dez super porta-aviões, movidos por energia nuclear, ao serviço da Marinha dos Estados Unidos. Com um deslocamento aproximado de cem mil toneladas, são os maiores navios de guerra da atualidade.  O uso da energia nuclear proporciona uma autonomia ilimitada, entre reabastecimentos a cada 20 a 25 anos de vida útil operacional, permite ainda pela libertação de espaço outrora utilizado pelo combustível de origem fóssil usado na propulsão do navio, uma maior e melhor organização e gestão do armazenamento de outros consumíveis, como combustível para aviação e ou munições, espaçando assim a necessidade deste tipo de suprimentos.
Todos os navios da classe foram construídos nos estaleiros Northrop Grumman Newport News, os únicos no mundo ocidental providos de espaço e tecnologia para tal. Os navios possuem uma vida operacional expectável superior a cinquenta anos e necessitam, de aproximadamente cinco a seis anos desde o assentamento da quilha até ao seu comissionamento provisório, para serem completados, incluindo neste período a instalação de equipamentos e os testes de mar, por um custo médio de seis mil milhões (seis bilhões) de dólares (preços de 2006).
O líder da classe USS Nimitz (CVN-68), assim nomeado em homenagem ao comandante da frota do Pacífico, durante a Segunda Guerra Mundial Chester W. Nimitz, foi comissionado durante o ano de 1975. Seguiram-se o USS Dwight D. Eisenhower (CVN-69) e o USS Carl Vinson (CVN-70), todos eles destinados a substituir os três mais antigos porta-aviões da frota, pertencentes à classe Midway. A última unidade o USS George H.W. Bush (CVN-77) juntou-se à esquadra, no início de 2009, fazendo a transição para a nova classe Gerald R. Ford, a qual assumirá o legado deixado pelas atuais embarcações.

## As origens dos super porta-aviões

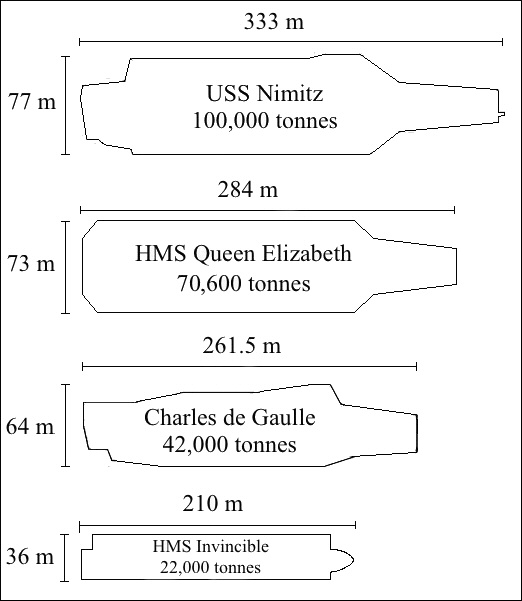
Comparativo das dimensões dos porta-aviões USS Nimitz, HMS Queen Elizabeth, Charles de Gaulle (R91) e HMS Invincible

Não são de todo evidentes as causas que levaram ao aparecimento dos não oficialmente nomeados super porta-aviões, tal ficou a dever-se à conjugação de diversos fatores. O primeiro dos quais, terá que ver com a emergência do porta aviões como navio fundamental, decisor de batalhas e dominador dos oceanos, como ficou demonstrado no Pacífico durante a segunda guerra mundial, onde foram protagonistas, substituindo os couraçados  nessa mesma tarefa.
A segunda causa, está intimamente ligada à anterior, pelo papel assumido pelos porta-aviões no domínio dos mares e na disputa interna sobre qual o papel a desempenhar pelas forças militares norte-americanas e qual dos ramos, Força Aérea, usando bombardeiros pesados, ou a Marinha usando bombardeiros a bordo dos seus porta-aviões, deveria assumir e deter o comando da dissuasão nuclear. Assim foi aprovada a construção de um super porta-aviões com um deslocamento de 65 mil toneladas, o USS United States (CVA-58) líder da classe com o mesmo nome, a qual comportaria mais 4 unidades, a 29 de julho de de 1948, pelo então Presidente dos Estados Unidos Harry Truman.

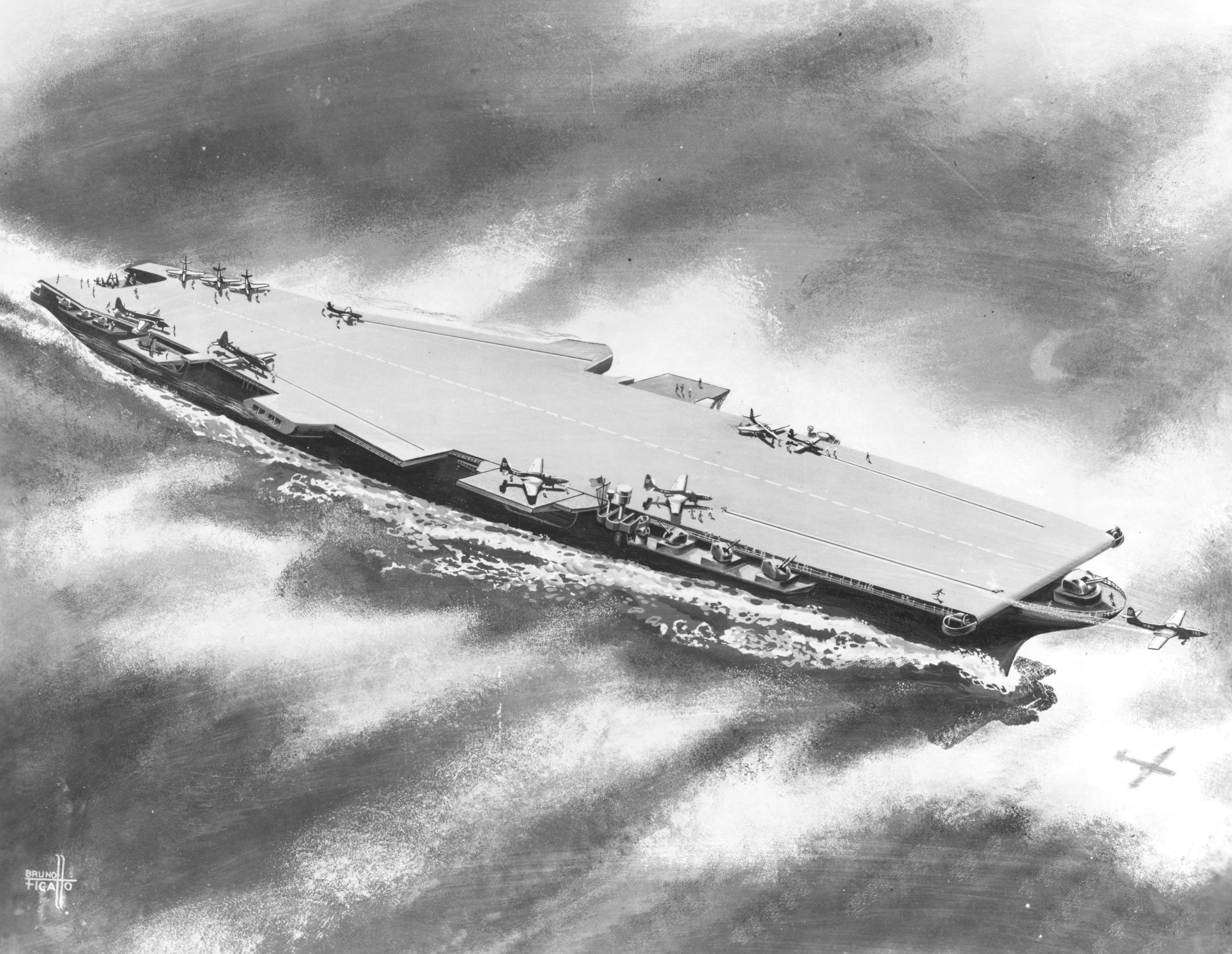
Impressão artística do que seria, se construído o USS United States (CVA-58).

A ênfase deste novo modelo, inteiramente projetado para responder às necessidades dos novos bombardeiros, com capacidade para lançar ataques nucleares, estava concentrada no transporte e operação destas novas aeronaves em projeto e que teriam um peso de lançamento aproximado às 45 toneladas. Este viria a ser cancelado pelo secretário da defesa, o equivalente na maioria dos países a ministro da defesa, Louis A. Johnson, cinco dias após o início da construção a 23 de abril de 1949, provocando nas altas patentes, uma reação de não concordância com o poder político, a qual ficou para a história como a Revolta dos Almirantes.
O terceiro fator decorre do estatuto adquirido pelos Estados Unidos, como super potência mundial, o aumento  e surgimento de novas ameaças e a natural evolução tecnológica das aeronaves navais, que usando propulsão a jato necessitam de mais espaço para o seu lançamento e recuperação de mais espaço para armazenar combustível para a sua operação, além do uso de catapultas e um convés capacitado para a operação de aeronaves a jato e mais pesadas, substituindo os anteriores de madeira. 

## Projeto e desenvolvimento
Os atuais porta-aviões nucleares da classe Nimitz, são a "joia da coroa" da frota dos Estados Unidos, conjuntamente com as suas alas aéreas, formam o primeiro e mais eficaz meio utilizado na projeção do poderio militar norte-americano, mas também uma ferramenta que assegura e simboliza o prestigio militar. Lançado em 1975, o USS Nimitz (CVN-68) é o líder da classe. Totalmente carregado, desloca mais de 97 mil toneladas, possui um convés de voo com uma área equivalente a 1,8 hectares e opera até 85 sofisticadas aeronaves de alto desempenho.
Encomendados para substituir navios mais antigos da classe Essex entretanto aposentados ou com retirada prevista, destinavam-se também a complementar os porta-aviões da classe Kitty Hawk e classe Enterprise, mantendo a força e a capacidade operacional da Marinha dos estados Unidos, em níveis elevados próprios da chamada guerra fria.
Os navios foram concebidos e entendidos como uma modernização do melhor que as anteriores classes Enterprise e Forrestal tinham para oferecer, mas mais particularmente a classe Kitty Hawk dada a sua semelhança. Entre outras melhorias a de maior destaque é a opção pela propulsão gerada pela energia nuclear, os dois reatores nucleares usados na classe Nimitz, que por si só são já um notável avanço quando comparados com os oito utilizados no USS Enterprise (CVN-65), ocupam um menor espaço, o que conjugado com a racionalidade e pela melhoria no desenho, permite em relação aos navios da classe Forrestal, o transporte de mais 90% de combustível destinado à aviação e um incremento de mais 50% nas munições à disposição.
Por terem sido projetados à época da guerra do Vietname, alguns aspetos das primeiras embarcações foram nitidamente influenciados pelo tipo de operações próprias daquele teatro de guerra, as quais exigiam uma maior demanda de armazenamento a bordo, de recursos como combustível para uso dos aviões e munições destinadas a prossecução das sua missões, (a que também não será estranho o ganho em espaço proporcionado pelo uso da propulsão nuclear, como visto anteriormente). Em face desta necessidade foram descurados os meios de apoio à sobrevivência em combate da própria embarcação. Contudo a principal finalidade dos porta-aviões à época do projeto e construção das primeiras unidades da classe Nimitz, era de apoio às grandes formações de combate do exercito norte-americano no âmbito da guerra fria, assim os seus recursos foram orientados nesse mesmo sentido, começando logo pela escolha da propulsão a energia nuclear, mas também na capacidade de fazer novos ajustes no seu sistema de armas, de acordo com a evolução tecnológica.
Classificados inicialmente como porta aviões de ataque (CVA) de acordo com a filosofia descrita no parágrafo anterior, os navios construídos depois do USS Carl Vinson (CVN-70) passaram a contar com capacidades próprias anti-submarino.  Resultando em uma capacidade alargada de desenvolver atividades navais de modo autónomo e capacitando os porta aviões e o seu grupo naval de apoio, como verdadeiros instrumentos de domínio dos mares, os navios e suas aeronaves são agora capazes de participar de uma mais ampla gama de operações, que podem incluir bloqueios marítimos e aéreos, colocação de minas e ataques com mísseis em terra, ar e mar, entre outros.

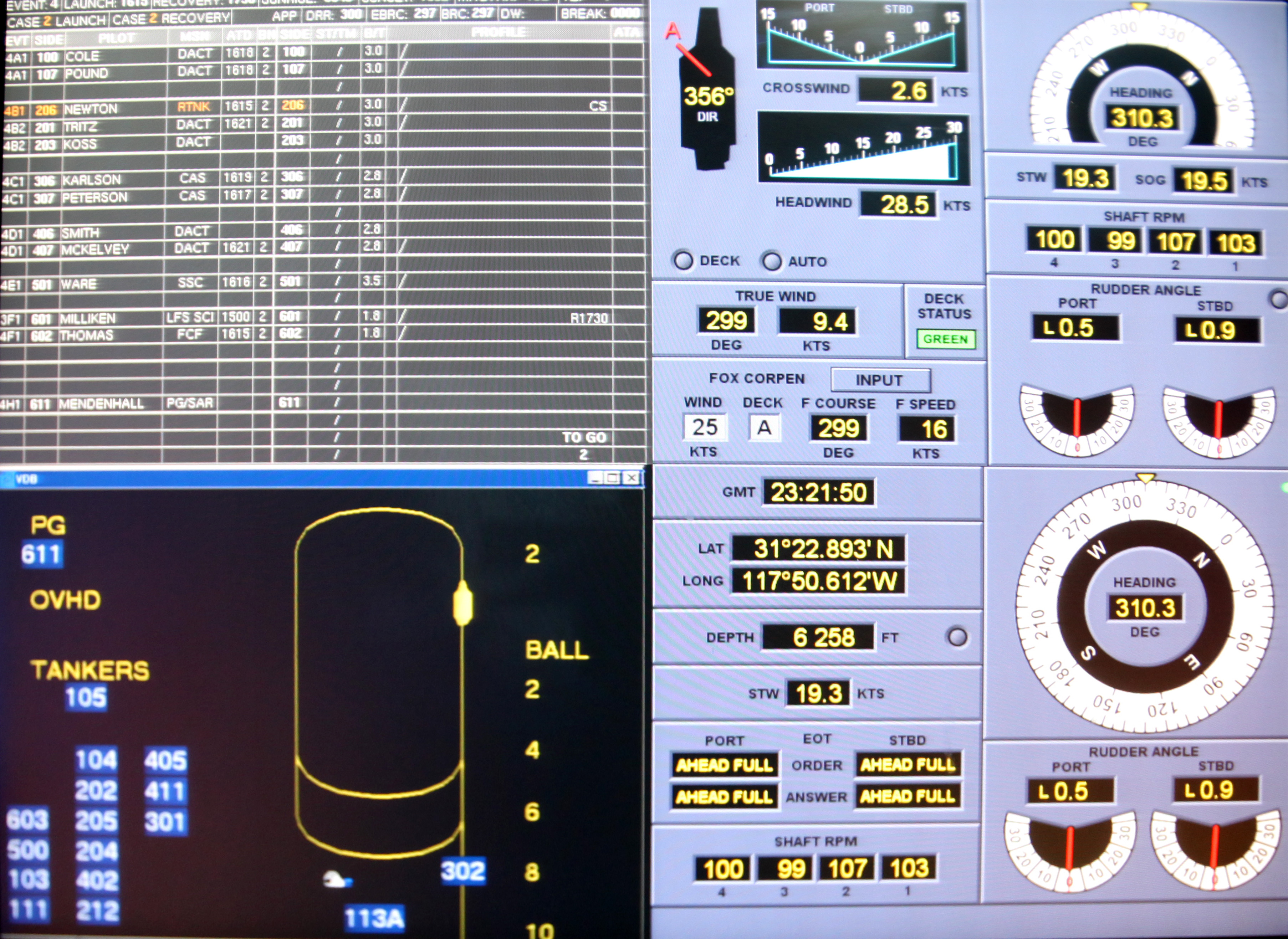
Painel informativo a bordo do USS Nimitz, são evidenciados dados de navegação, como por exemplo a direção do navio, neste caso, 310 graus (ou seja Noroeste), o vento verdadeiro (9.4 nós) e o vento relativo (28.5 nós) e os circuitos de aproximação das aeronaves. neste caso o avião 302 está a 8 milhas do convés

Devido a uma falha de projeto, os navios desta classe possuem alguns problemas de estabilidade a estibordo, quando plenamente carregados (máximo de aviões e máximo de combustível e munições) que não passíveis de resolução pelo sistema que permite manter o navio estável e flutuabilidade nivelada, aquando do trânsito dos aviões pelo convés de voo ou no convés imediatamente inferior, que serve de hangar. Inicialmente a solução passou pelo uso de lastro líquido em compartimentos situados entre o quarto e oitavo "decks", atualmente estuda-se uma solução mais permanente e prática, que passa pela utilização de lastro sólido, mas que se revela de difícil solução, já que todos os navios sofrem do mesmo problema, mas a níveis diferentes e esta solução interfere com a blindagem e sistema de proteção contra ataques por torpedos.

### Construção

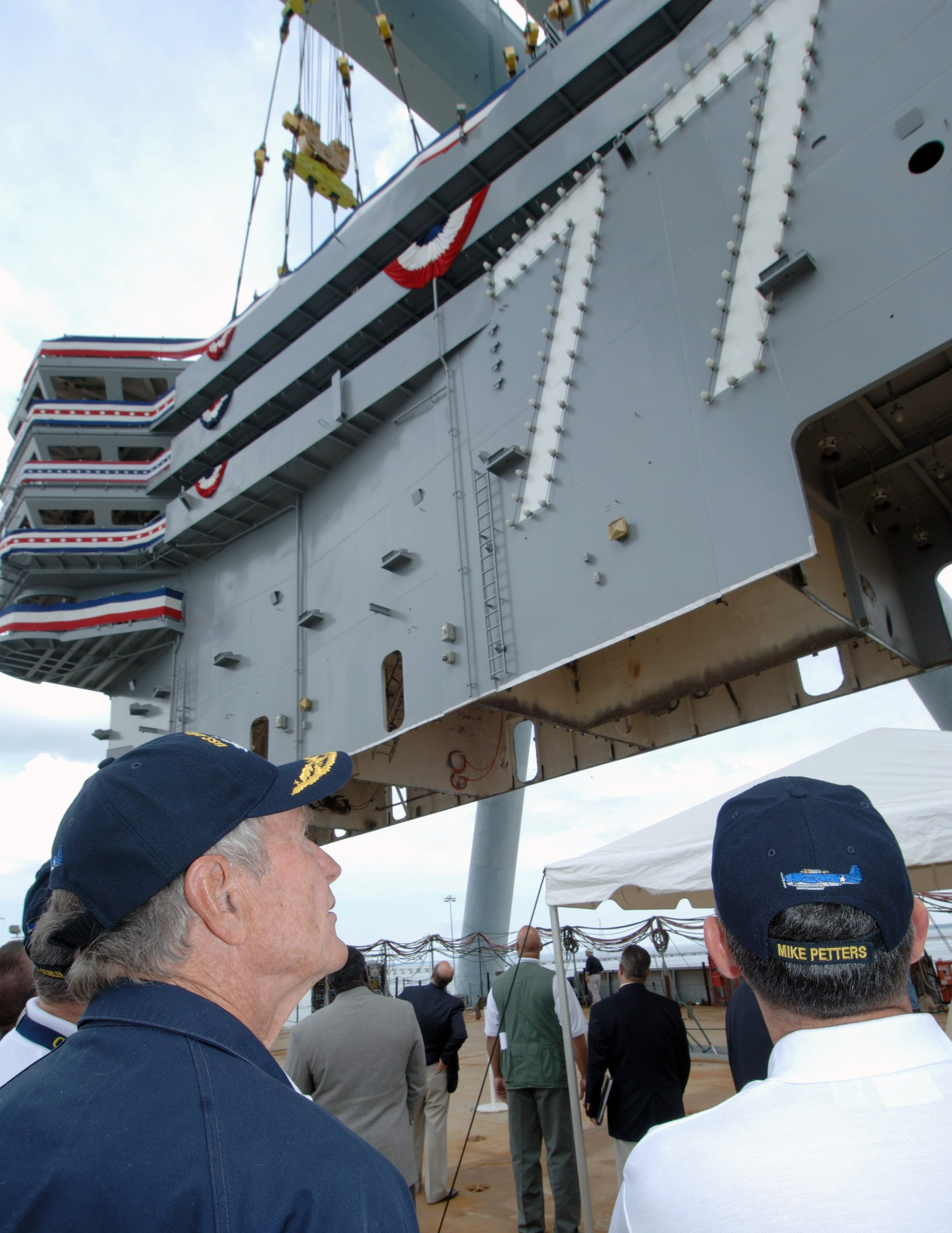
O último módulo, a ponte de comando

Todos os navios da classe foram construídos naquele que é o maior e único estaleiro naval dos Estados Unidos, capacitado para a construção, reparação e manutenção de porta-aviões nucleares, o Northrop Grumman Newport News, mais propriamente a sua doca seca nº12, a qual possui um comprimento de 670 metros e está equipada com um pórtico que pode movimentar cargas até 900 toneladas de peso.
A construção do casco e respetivas infraestruturas, evolui ao longo de 33 meses, desde que foi adotada a construção por módulos, iniciada com o USS Theodore Roosevelt (CVN-71),  Os módulos (Superlift no jargão da engenharia naval norte-americana) são construídos separadamente e posteriormente são montados (soldados) na doca seca, revelando-se nesta operação a necessidade do tal pórtico com capacidade para movimentar cargas de elevado peso, no caso da secção de proa a mais pesada, esse valor alcança as 680 toneladas, no total são necessários 162 módulos. Terminada esta fase o casco é posto a flutuar, passa para o exterior da doca seca, onde a construção será terminada e receberá todo o equipamento necessário à sua operação.

### Estrutura
A base estrutural de um porta-aviões da classe Nimitz, assenta em três super estruturas horizontais principais, as quais conferem a rigidez necessária e sem as quais o projeto seria equivalente a um castelo de cartas, são elas: a quilha o hangar e o convés de voo, todas elas assumem a configuração de um paralelepípedo deitado ao longo de toda a embarcação, não sendo visíveis, inclusive o convés de voo e o hangar os quais se prolongam para as laterais, bem como para a popa e proa, assumindo a forma bem conhecida e revelada pelo seu aspeto exterior. A estrutura é ainda complementada por um casco duplo, formado por anteparas de aço de alta resistência e densidade com vários centímetros de espessura, tem por finalidade assegurar proteção adicional contra explosões provenientes de minas e torpedos ou contra colisões, absorvendo e esbatendo as ondas de choque impedindo uma inundação imediata, processo complementado no interior do navio por mais 23 anteparas transversais estanques, dois mil compartimentos também eles estanques e ainda dez anteparas corta fogo.

### Convés de voo

Com uma área aproximada de 1,8 hectares, é um dos locais mais perigosos da Terra para se trabalhar, durante as operações de recolha e lançamento e aeronaves. Possui um ângulo de 9 graus em relação ao eixo central do navio, permitindo assim operações simultâneas de lançamento e recolha, contudo este ângulo foi ligeiramente diminuído em relação às classes anteriores, com o intuito de melhorar significativamente o fluxo de ar.  Quatro catapultas são usados para lançar aeronaves de asa fixa, também são quatro os cabos de retenção das aeronaves durante as operações de recolha e sem os quais não seria possível imobilizar uma aeronave no exíguo espaço disponível, no entanto as duas unidades mais novas, o USS Ronald Reagan e o USS George H.W. Bush, estão equipados com apenas três cabos, por se ter demonstrado de forma inequívoca que o quarto e último cabo muito raramente era utilizado, logo desnecessário. A esta combinação de recolhimento e recuperação de aeronaves é dado o nome de CATOBAR acrónimo para Catapult Assisted Take-Off But Arrested Recovery (Descolagem Assistida por Catapulta e Recuperação por retenção).
O convés de voo é ainda servido por quatro grandes elevadores nas laterais do navio, três a estibordo e o restante a bombordo, capacitados em espaços e potencia para a transferência simultânea de até duas aeronaves com o hangar, bem como vários outros elevadores destinados ao transporte de munições e armas de todos os tipos desde os paióis do navio. Todas estas operações são orquestradas e supervisionadas desde a ponte de comando, apenas se realizando às ordens do designado chefe de operações aéreas.

#### Operações de lançamento e recuperação de aeronaves
Lançamento

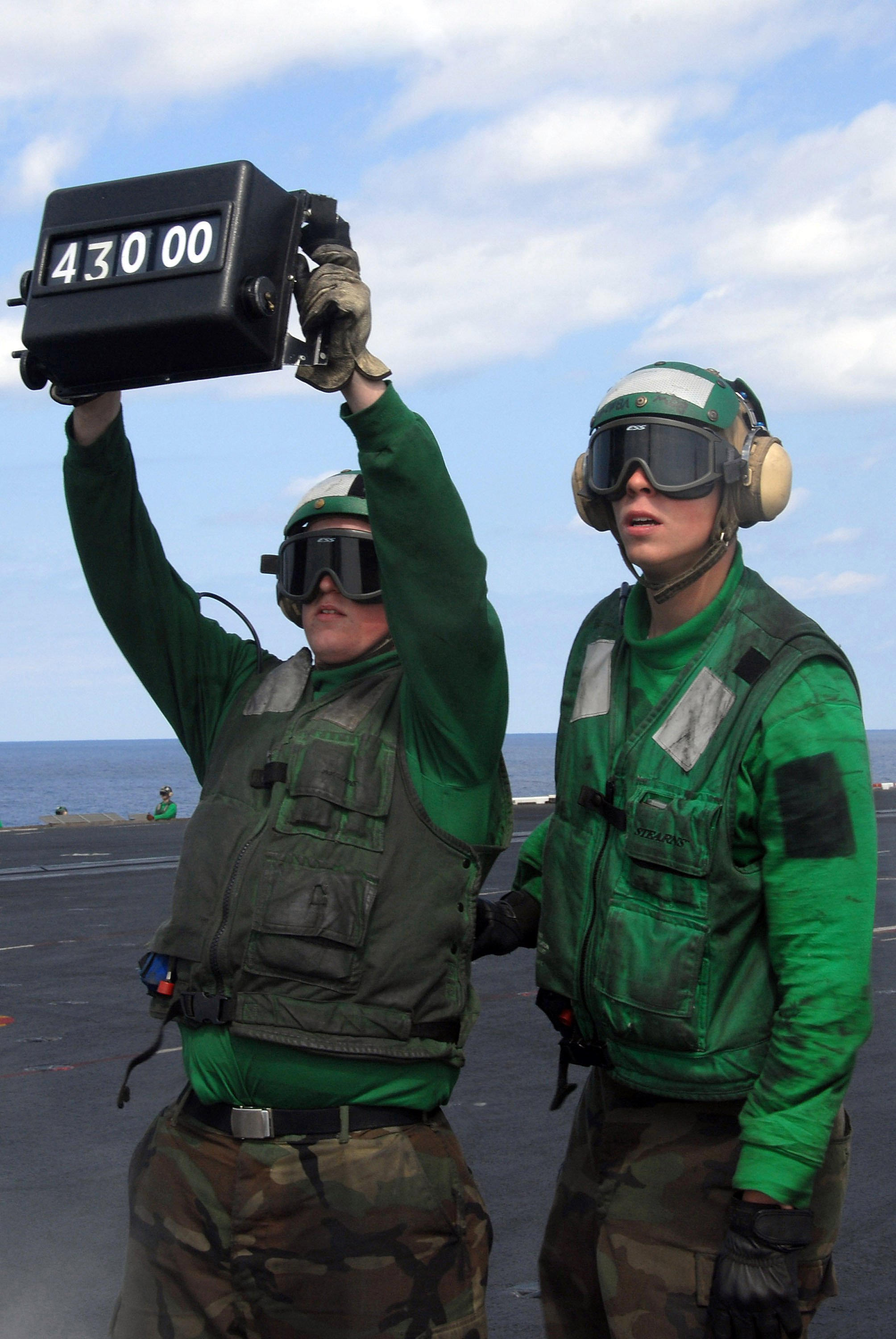
Elementos afetos à operação das catapultas (camisas verdes), comunicam o peso do avião, para calibração da catapulta

O lançamento de aeronaves de asa fixa a bordo dos porta-aviões norte-americanos, requer a assistência de catapultas a vapor. Cada navio da classe Nimitz possui quatro, designadas nº 1,2,3 e 4 com a contagem iniciada de estibordo para bombordo, duas estão localizadas na proa
(1 e 2) e as restantes duas (3 e 4) são também designadas como catapultas de cintura, devido à sua localização na lateral do navio.
As quatro catapultas são capazes de lançar uma aeronave a cada vinte segundos, quando operadas em conjunto, ou um avião por minuto individualmente. Os quatro primeiros navios da classe utilizam a catapulta C-13 modelo 1, extremamente poderosa capaz de operar até 68,948 bar, os restantes navios utilizam o modelo 2 da mesma catapulta,  que opera com pressões de vapor mais baixas, o que prolonga a vida útil do sistema gerador de vapor. Apelidadas pela tripulação "Fat Cats", ambos os modelos possuem no entanto as mesmas performances, lançando um avião com peso superior a 30 toneladas, dos zero aos 296 km/h e a uma altura aproximada de 90 metros em cerca de 3 segundos, mesmo em condições de vento contrário nulo. O procedimento de lançamento é antecedido pelo cálculo do peso total da aeronave a ser lançada, de modo a que a catapulta seja calibrada com a potência de  propulsão estritamente necessária para cada avião.
A próxima geração de porta aviões, representada pelo navio líder, USS Gerald R. Ford (CVN-78), cuja conclusão está estimada para 2015, serão equipados com o novo "Sistema de Lançamento Eletromagnético de Aeronaves" - Electro-Magnetic Launch for Carriers (EMALS), o qual  provavelmente não irá ser utilizado na classe Nimitz, devido ao seu elevado consumo de energia elétrica (122 megajoules por lançamento), cujos geradores e respetivo sistema de distribuição elétrica, instalados atualmente, não podem satisfazer.
Recuperação
A recuperação de aeronaves é extremamente rigorosa nos procedimentos e é executada de acordo com três padrões prévios, a escolha de qual utilizar é condicionada pelas condições atmosféricas e de visibilidade. Na sua fase final (o pouso) é necessária a assistência mecânica de vários elementos, para que um avião com trinta ou mais toneladas de peso (depende do tipo) que se aproxima a uma velocidade um pouco inferior a 200 km/h (também depende do modelo) com os motores debitando a sua potência máxima, para permitir a ação de borregar (português europeu) ou arremeter (português brasileiro), se a mesma se tornar inevitável, possa ser imobilizado com êxito. O subsistema MK7 modelo 3, parte integrante do método designado CATOBAR é o responsável pela recolha, para tal é composto por 4 cabos de retenção, em aço revestidos por uma cobertura de poliéster, com uma uma espessura de 36 mm,que atravessam toda a largura do convés angular e espaçados entre si por aproximadamente 15 metros, tem como função imobilizar uma aeronave em circunstâncias de pouso normais. Na eventualidade da aeronave estar impedida de usar este sistema, quer por deficiência técnica, quer por incapacidade do piloto, ou ainda por danos provocados em combate, existe uma barreira de emergência que se eleva ao metros após o último cabo de retenção e imobiliza o avião ao nível das asas provocando danos estruturais, mas que os evita no cockpit, salvaguardando a integridade física dos tripulantes. 

### O hangar

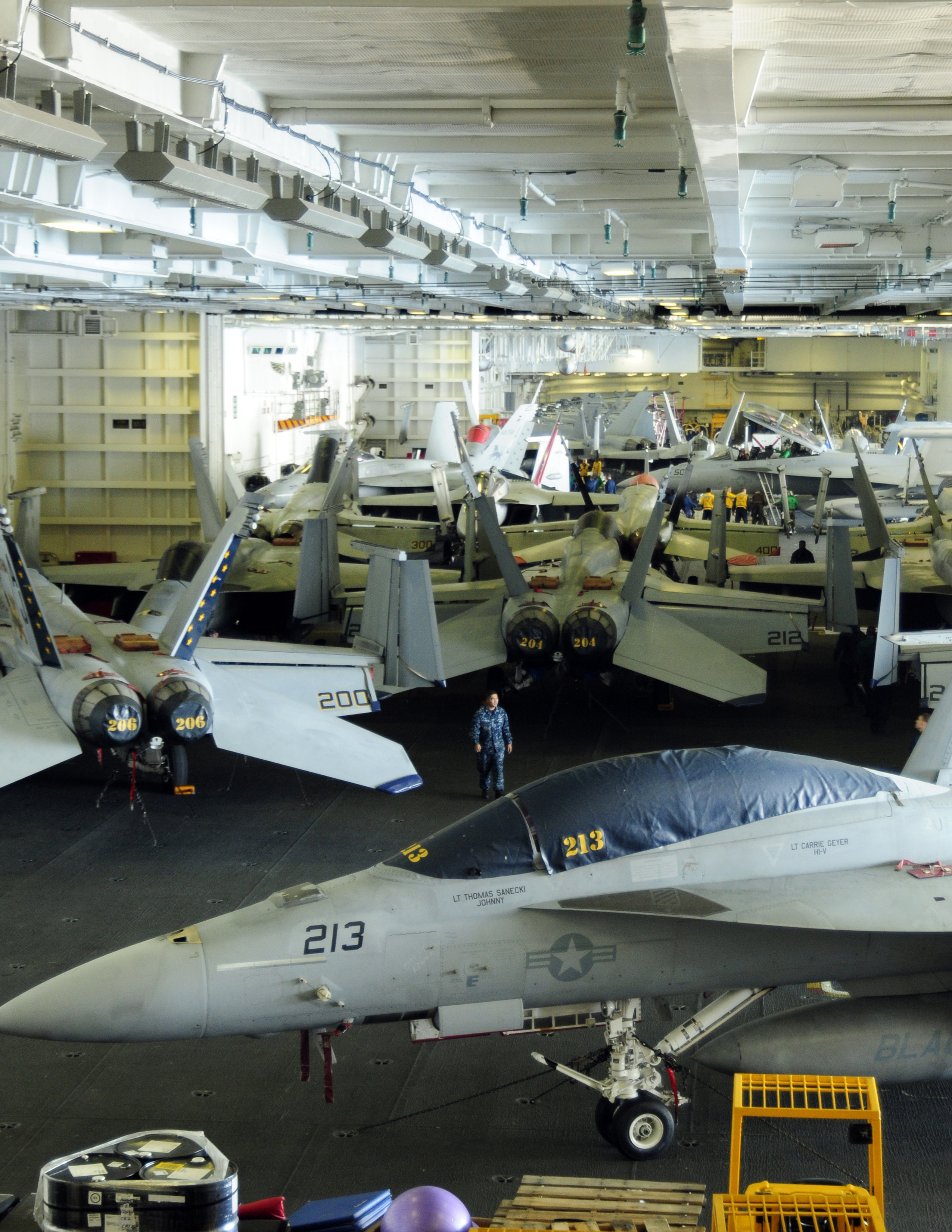
No interior do hangar do USS George H.W. Bush.

Situado logo abaixo do convés de voo, ocupa uma área em forma de retângulo que se encaixa ao longo do navio entre a blindagem do casco, com 259 metros de comprimento por quase 43 metros de largura e uma área vertical equivalente a três decks (7,6 metros). É dividido em três áreas sensivelmente iguais, por três portas corta fogo que conjuntamente com um elaborado dispositivo de combate a incêndios, ajuda a delimitar os estragos.  No topo junto à proa está localizado um gigantesco compartimento, que aloja dois cabrestantes destinados a recolher ou distender as correntes das âncoras, com 330 metros de comprimento e 140 toneladas de peso cada uma. Ficando localizada no extremo oposto , as oficinas de manutenção intermédia de aeronaves.
Alojando entre 50 a 60 aeronaves, dependendo do tipo e ou tamanho do mesmo, o que remete para o convés de voo o parqueamento das restantes aeronaves a bordo, é servido por 4 elevadores de aeronaves, cujas cavidades de acesso permanecem abertas durante o dia, para permitir a iluminação por luz natural, sendo encerradas, à noite por pesadas portas de aço, ou mesmo durante o dia se as condições atmosféricas não forem favoráveis. O hangar é ainda utilizado para pequenas reparações e manutenção de circunstância, armazenamento de peças e motores de reposição bem como depósitos de combustível ejetáveis usados para prolongar o período de patrulha, ou o raio de ação das aeronaves.

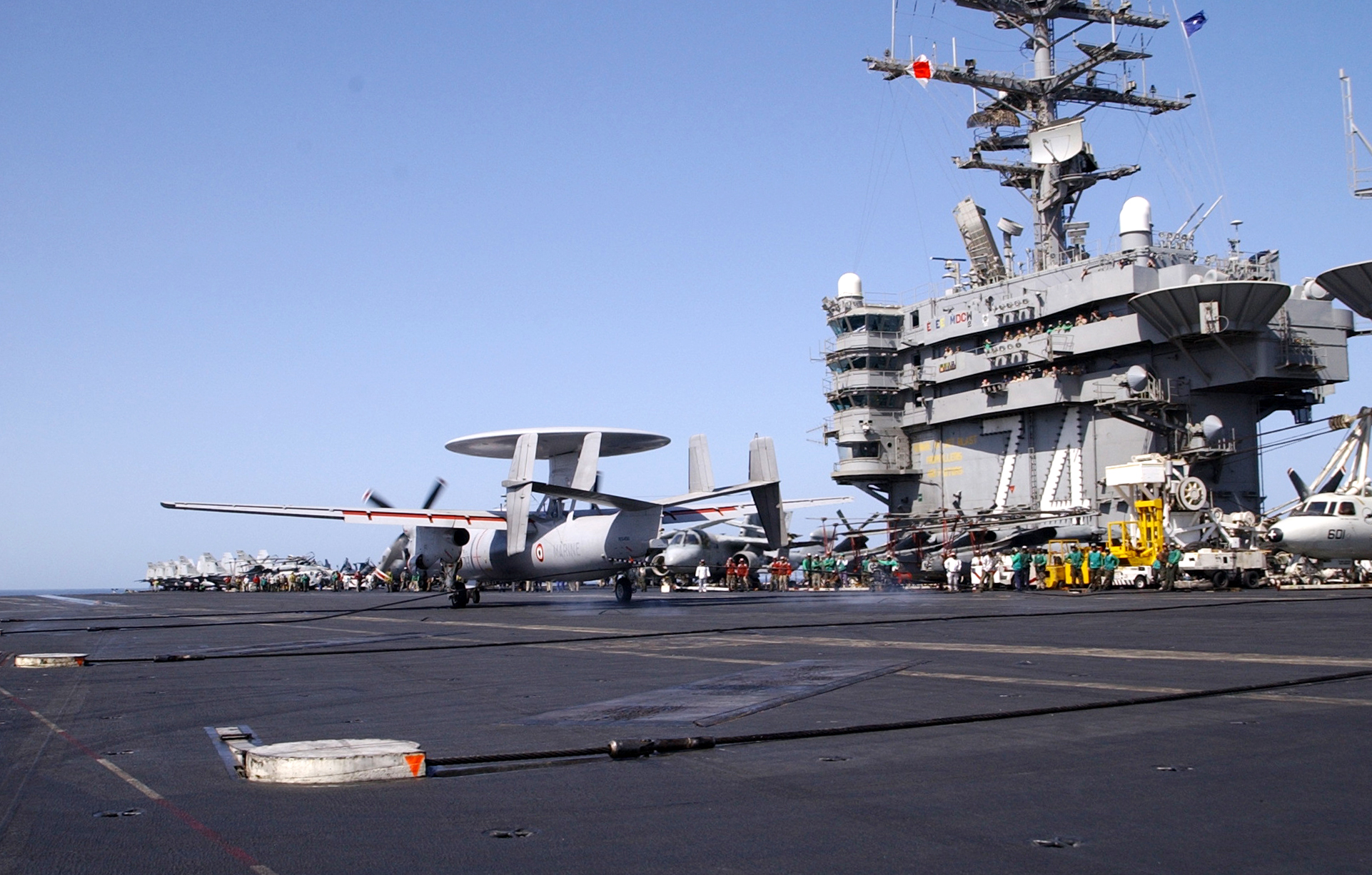
À direita deste Grumman E-2 Hawkeye Francês acabado de pousar, encontra-sa a "ilha".

### A "ilha"
Apelidada e conhecida como "ilha" é a estrutura localizada no convés de voo a estibordo e que se sobrepõe ao mesmo, é onde se localiza a maioria dos sensores, radares e antenas de comunicações, o comando e controlo do navio e das operações aéreas, embora existam outros locais no interior da embarcaão com finalidade semelhante ou complementar. Apenas os três últimos níveis possuem visibilidade para o exterior, o 10º onde se localiza a "torre de controle" de todas as operações aéreas, desde os lançamentos até as recuperações das aeronaves, passando pelo parqueamento das mesmas. O 9º nível, onde está localizada a ponte de comando do navio. O 8º nível é reservado, como área de comando a ser utilizada pelo almirante chefe de todo o grupo naval, quando a bordo. 

### Armamento e defesas

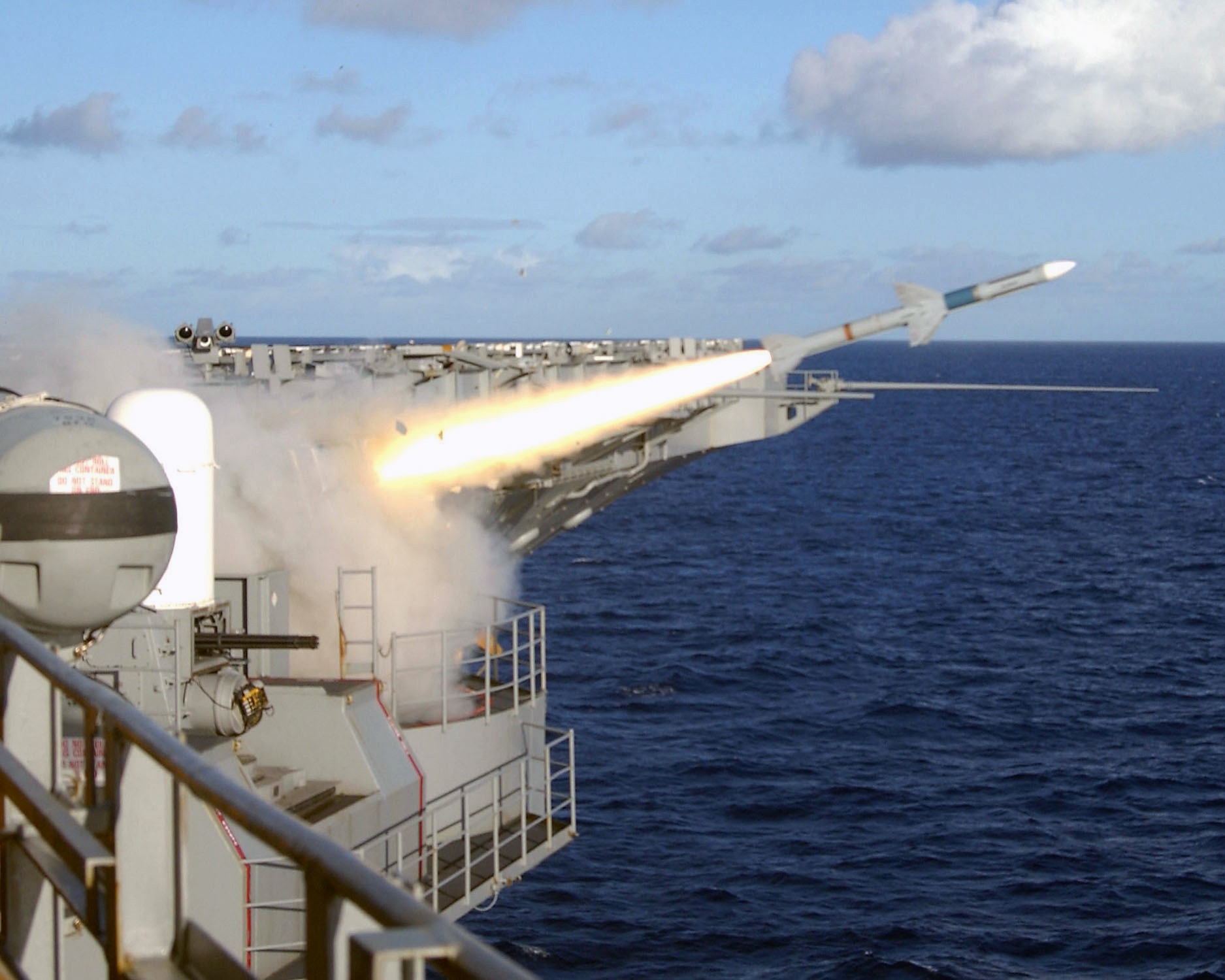
Disparo de um Sea Sparrow no USS Theodore Roosevelt, mais á esquerda na foto pode ser visto o sistema complementar, Phalanx CIWS.

Além das aeronaves, que constituem o principal meio de projeção de força, mas também a primeira linha de defesa, existem a bordo vários outros sistemas defensivos. Estes são constituídos por três ou quatro lançadores de mísseis RIM-7 Sea Sparrow, versão evoluída para uso naval do AIM-7 Sparrow, concebido para a defesa contra aeronaves e mísseis antinavio. Também como última barreira defensiva contra mísseis, existem paralelamente, três ou quatro, sistemas Phalanx CIWS de 20 mm. A exceção é o USS Ronald Reagan que foi equipado como o novo sistema defensivo a utilizar na nova geração de porta-aviões, RIM-116 Rolling Airframe Missile, e que gradualmente equipará os restantes navios da classe. De salientar ainda a proteção adicional de Kevlar com 64 mm de espessura, nos pontos mais sensíveis e vitais, utilizada pela primeira vez no USS Theodore Roosevelt e nos navios que se seguiram, mas que foi também aplicada às embarcações anteriores (Nimitz em 1983–1984, Eisenhower em 1985–1987 e Carl Vinson em 1989). 
Ao nível das contra-medidas, quer eletrónicas quer físicas, existem a bordo de cada navio, um conjunto de morteiros múltiplos, destinados ao lançamento de flares e/shaff para despiste de mísseis antinavio, bem como dispositivos para baralhar mísseis guiados por rádio frequência. Outras contra-medidas dedicadas a ameaças submarinas é o sistema AN/SLQ-25 Nixie, o qual lança um torpedo acoplado a um cabo que serve para dar instruções sobre o que fazer, entre outras maldades pode simular o ruído das hélices do porta-aviões e o ruído provocado pelo seu deslocamento na água, os dois itens mais atraentes para o sonar passivo de um torpedo.

#### Munições
Normalmente a componente aérea de um porta-aviões da classe Nimitz, possui cerca de 50 aeronaves que de algum modo podem ser dedicadas ao ataque a alvos terrestres ou marítimos, tipicamente essas aeronaves podem efetuar cerca de 150 missões por cada período de 24 horas, para providenciar munições para esses ataques é necessário a existência a bordo de um considerável armazenamento; regra geral um cruzeiro de rotina com a duração de seis meses, existe a bordo um arsenal de quatro mil munições de todos os tipos, mísseis, bombas de uso geral e de precisão, apenas para uso da aviação. Estas (munições) estão distribuídas ao longo de todo o navio, armazenadas em 44 paióis que as fornecem ao convés de voo, utilizando elevadores especialmente projetados para o transporte de materiais explosivos, que em caso de incêndio ou explosão, impedem o seu alastramento.

#### Defesa aérea integrada

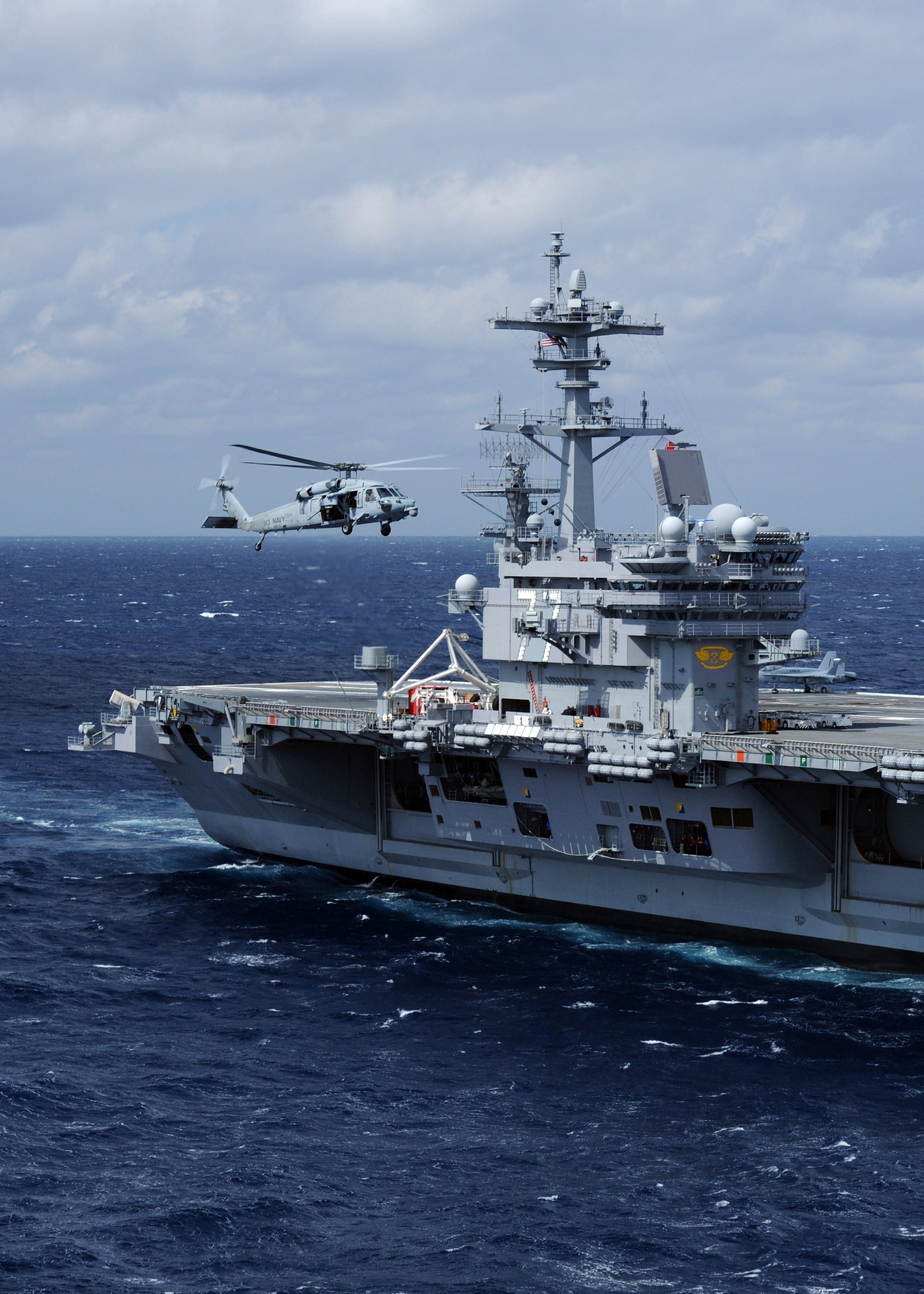
A superestrutura, onde estão alojados os sensores (visíveis) de um porta aviões.

Diversas tentativas tem sido feitas para adicionar um radar de defesa aérea integrado com os sensores de bordo, armas e o sistema de engodo contra mísseis, com o intuito de ajudar e reforçar a proteção do navio contra ameaças múltiplas simultâneas.
A empresa Raytheon, desenvolveu um sistema, apelidado Ship Self-Defense System - SSDS, que de alguma forma, responde ás pretensões da US Navy. O USS Dwight D. Eisenhower (CVN-69) foi equipado em 1998 com a primeira versão do sistema integrado, a que se seguiu o USS Nimitz em 2001, com uma versão melhorada, designada Mk 2, que também foi instalada nos navios, USS Ronald Reagan e USS John Stennis. Contudo está previsto a incorporação de um sistema integrado de defesa aérea mais avançado nos porta-aviões USS Ronald Reagan e USS George H. W. Bush (CVN-77), centralizado em torno de sistema de guerra eletrónica, um radar na banda D e o míssil RIM-162 ESSM e que está sendo desenvolvido para integração previsível durante o ano de 2013, no âmbito do projeto Akcita, fazendo uso de tecnologia monolítica de micro ondas associada a circuitos integrados, capacitando os navios para detetarem mais de mil potenciais alvos a distâncias superiores a 400 quilômetros, adicionalmente será instalado (também nos restantes navios da classe), um sistema USG-2 Cooperative Engagement Capability (CEC) (capacidade de engajamento Cooperativo) o qual faz a coordenação dos sensores e armas presentes em várias plataformas como outros navios e aeronaves.

### Propulsão
Todos os navios são propulsionados pelo reator naval de 4ª geração A4W projetado e fabricado pela Westinghouse Electric Corporation, proporcionando um alcance ilimitado durante aproximadamente 23 anos. Este reator de água pressurizada que utiliza o processo de fissão nuclear, desenvolvem cada um o equivalente a 550 megawatts de potência, geram o vapor necessário à propulsão do navio, alimentam as quatro catapultas para o lançamento das aeronaves e produzem toda a eletricidade de bordo. O sistema é completado por quatro turbinas alimentadas pelo vapor produzido pelos reatores, as quais transmitem a potência produzida ás quatro hélices de bronze com um diâmetro de 7,6 metros e pesando cada uma 30 toneladas.

## Tripulação
Para manter e operar um navio com as dimensões e a natureza operacional da classe Nimitz, é necessária uma vasta tripulação, a qual varia entre os cinco mil e o seis mil e trezentos tripulantes, em função do navio, da missão e da quantidade de aeronaves embarcadas, grosso modo a tripulação dedicada a funções exclusivas da componente aérea, é aproximadamente de dois mil e quinhentos tripulantes.

### Componente aérea
Os tripulantes cujas funções, são associadas com tarefas no convés de voo, são classificados quanto à sua tarefa pela cor da sua camisola e capacete e quanto à sua posição hierárquica pela cor das calças.
- Camisolas amarelas: responsáveis e os únicos que podem ordenar a movimentação das aeronaves no convés de voo, (também no hangar).[47]
- Camisolas verdes: responsáveis pela operação das catapultas e o seu engate no avião, apoio aos cabos de retenção aquando da recuperação das aeronaves, movimentação de cargas, (no hangar responsáveis pela manutenção das aeronaves).[46][47]
- Camisolas vermelhas: responsáveis pela armamento das aeronaves, controlo de acidentes, incêndios e ainda inativação de explosivos.[46]
- Camisolas azuis: motoristas dos tratores de reboque das aeronaves, no convés de voo, operadores dos elevadores, mensageiros pessoais e ou por telefone, atuam sob a direção do chefe máximo dos camisas amarelas.[47]
- Camisolas castanhas: responsáveis pela preparação da aeronaves para o voo e assistência aos pilotos.[47]
- Camisolas purpura: responsáveis pelo abastecimento de combustível às aeronaves, são conhecidos como os "uvas".
- Camisolas brancas: pessoal médico, inspetores de aeronaves, controlo de qualidade, observadores de segurança, responsáveis de apoio ao pouso (LSO),[46]
- Camisolas de xadrez: inspetor final de todas as operações.[47]
  - Calça azul marinho: marinheiros do escalão mais baixo e suboficiais.[46]
  - Calça caqui: oficiais milicianos e chefes de baixa responsabilidade.[46]

Além dos acima referidos, fazem parte da componente aérea todos os pilotos, e tripulações de voo, os especialistas de manutenção e reparação das aeronaves, nas mais diversas áreas, como motores, sensores, radares e armamento, também os controladores de tráfego aéreo, de um modo geral o seu número é variável em função dos esquadrões embarcados, mas tipicamente constituem cerca de 40% do total da tripulação.

### Vida a bordo

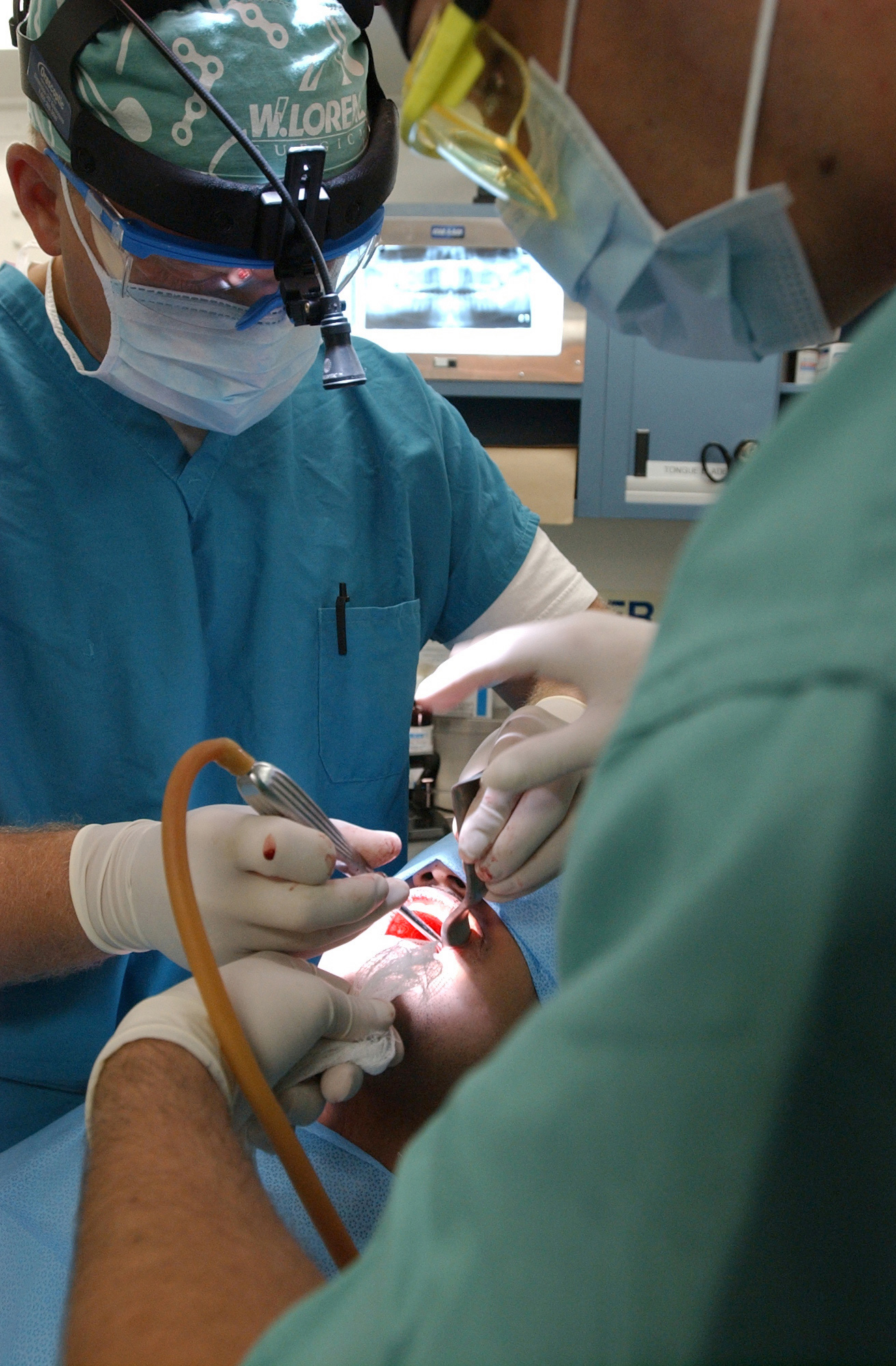
Cirurgia oral a bordo do USS Ronald Reagan

O conjunto da tripulação, dorme, trabalha, descansa e se alimenta a bordo, confinados a um espaço que apesar do gigantismo das suas dimensões é exíguo, usualmente por períodos de seis meses, mas que podem ser estendidos se em caso de necessidade urgente, ditada pela emergência de uma nova situação político militar adversa aos interesses dos Estados Unidos na área de patrulha ou nas suas imediações, ou ainda como resposta imediata a uma situação de cariz humanitário, geralmente provocada por desastres ou calamidades naturais.
Apelidados de cidades flutuantes, não só pelo número de tripulantes, mas também pela existência de facilidades e serviços que são disponibilizados à tripulação. Desde lavandaria com as dimensões necessárias para satisfazer a elevada procura, passando pelo hospital de bordo com todas as especialidades médicas incluindo cirurgia e estomatologia, passando por uma farmácia com cerca de três mil e quinhentas produtos e capacitada para produzir lentes para óculos. Serviços postais, barbearias e cabeleireiros, lojas de conveniência, apelidadas de "geedunks", onde é possível comprar roupa, produtos de uso doméstico ou recordações, e ainda uma capela que em poucos minutos pode ser adaptada e configurada para diferentes crenças religiosas, uma estação de televisão que emite continuamente e que possui um serviço de notícias e produção própria,  emissora de rádio, prisão e centenas de telefones que permitem via satélite o contacto, exterior. De um modo geral pode-se afirmar que tudo o que é necessário para igualar o padrão de vida de uma qualquer metrópole de dimensão média norte-americana, um porta-aviões também têm.

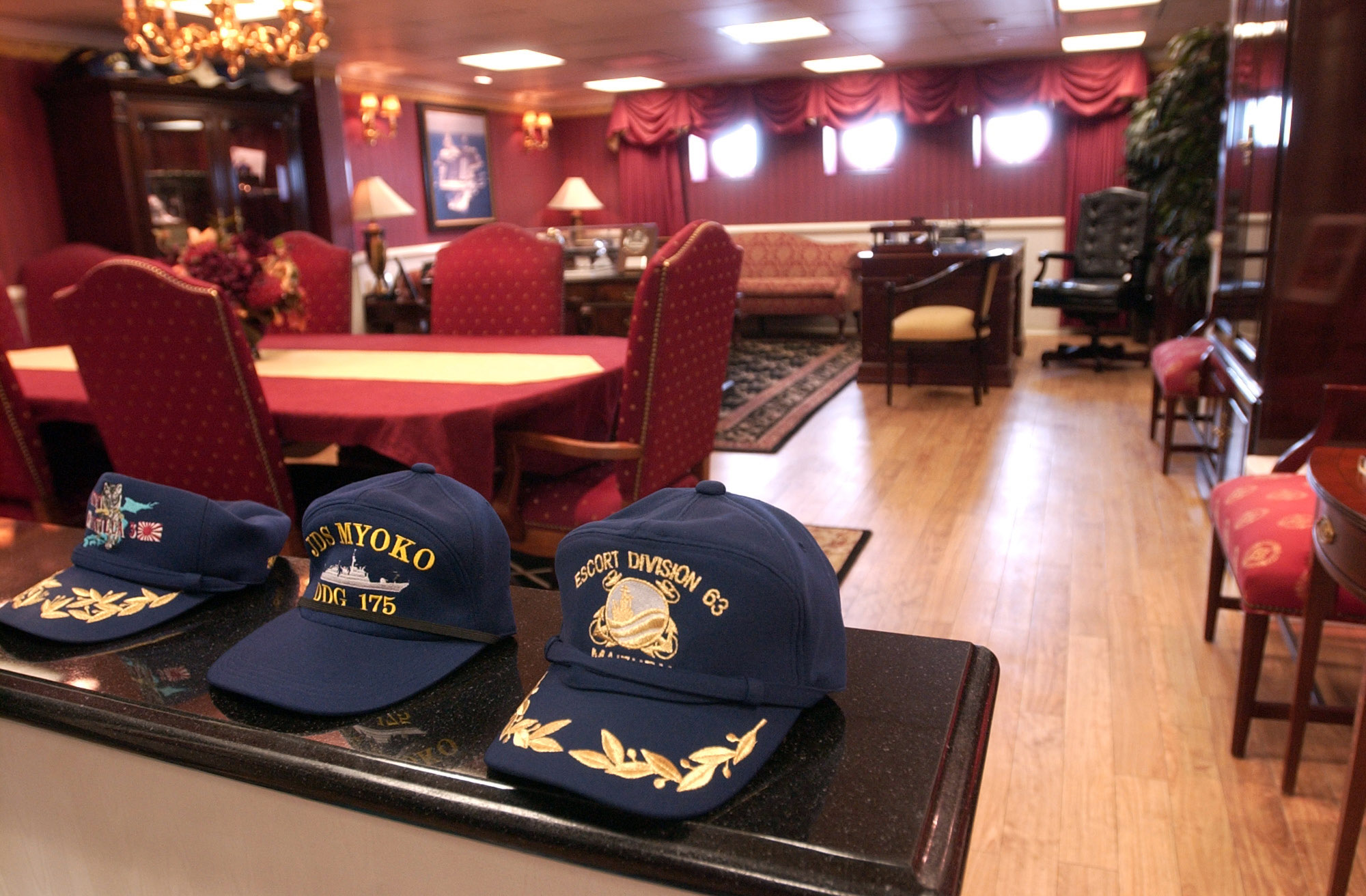
Panorâmica da parte social da cabine do Comandante a bordo de USS Ronald Reagan

Os alojamentos para a tripulação são na sua maioria localizados logo abaixo do convés de voo ladeando o hangar, salvo algumas (raras) exceções são dormitórios espartanos, com aproximadamente 60 compartimentos triplos, em que cada compartimento existem três camas sobrepostas e um armário individual, para guardar roupa e pertences próprios, por cada dormitório existe ainda uma sala de convívio comum e instalações sanitárias também elas comuns. As exceções estão reservadas para os pilotos que possuem alojamentos individuais, uma tentativa para proporcionar melhores condições de descanso, dada a especificidade das suas tarefas, o comandante do navio e da componente aérea, são também contemplados com esta particularidade. Existe ainda a área destinada ao Almirante e seu staff, quando a bordo, diferindo do padrão, exibindo mesmo algum luxo.

### Acidentes e incidentes
Apesar dos rigorosos procedimentos de segurança, da dupla verificação (verificação e inspeção) os acidentes acontecem, como não poderia deixar de ser, a bordo de navios com altas taxas de periculosidade inerentes à sua atividade operacional.  Todo o tipo de acidentes são expectáveis, desde os mais estranhos, como a queda de um tripulante ao mar, devido a condições metrológicas adversas até aos mais mais comuns motivados por falhas técnicas, passando por todos aqueles originados por descuido humano, de que é exemplo o acontecido em 1991 no convés de voo do USS Theodore Roosevelt (CVN-71), quando o sub-oficial John Bridget, que controlava e assistia um recruta na preparação para o lançamento de um A-6 Intruder em ambiente noturno, mas que num momento de desatenção não reparou que os motores da aeronave já estavam em funcionamento e foi sugado, escapando ileso devido aos equipamentos de proteção e à rápida sinalização de um colega "camisa castanha" que sinalizou o piloto para desligar os motores.

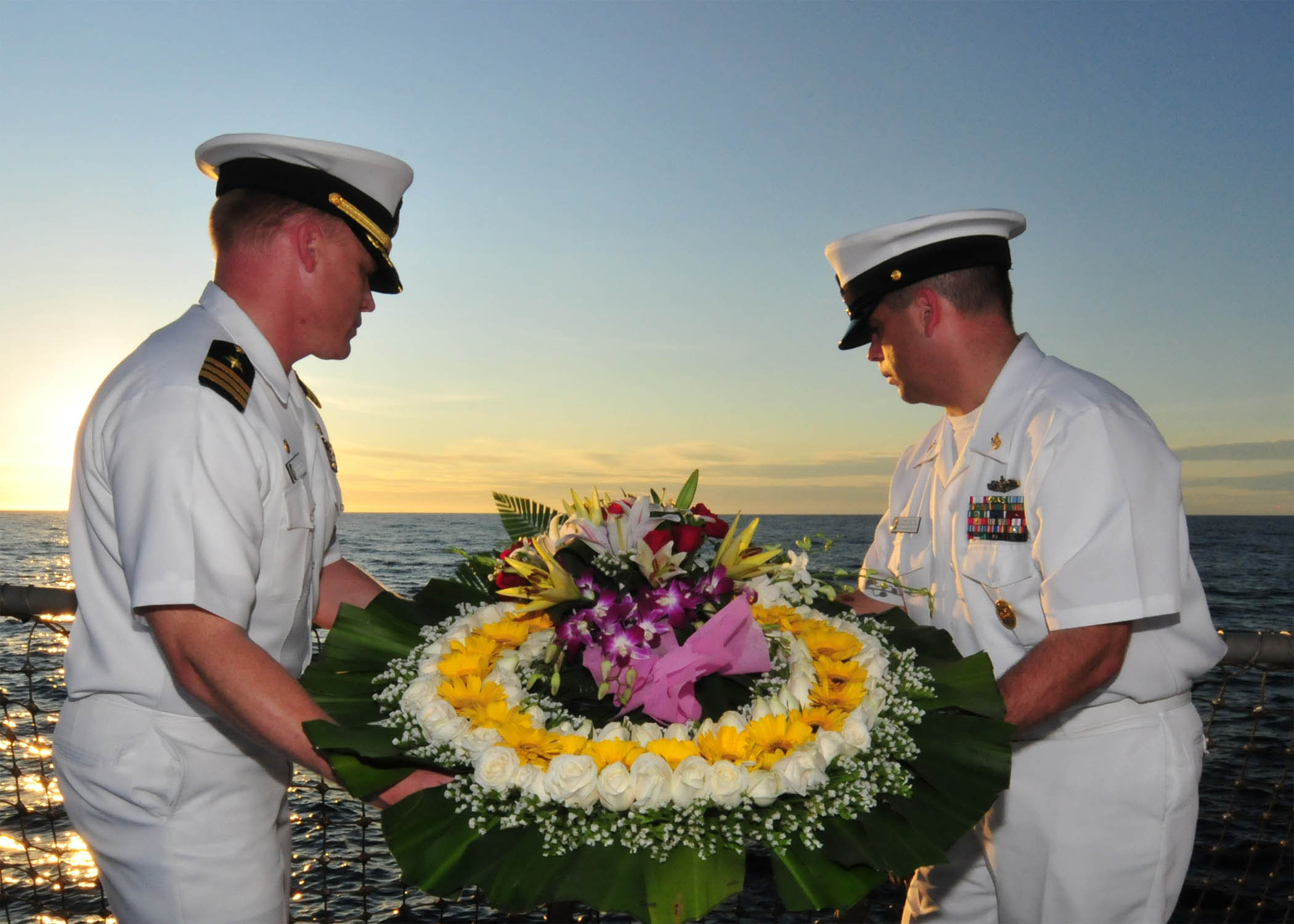
Cerimónia póstuma de tributo aos tripulantes mortos no grave acidente no USS Forrestal.

Talvez o pior acidente de sempre, ou um dos mais relevantes na classe Nimitz, quanto ao número de mortos e feridos que causou, tenha sido o que ocorreu a 26 de maio de 1981, quando um EA-6B Prowler, se aprestava para pousar durante a noite, falhou o último cabo de retenção e embateu violentamente contra um trator de manobra, provocando um incêndio que foi debelado com prontidão, trinta minutos após já com a carcaça da aeronave retirada para o hangar, deu-se uma explosão com origem num dos mísseis provocando novo incêndio e destruição. No total 14 tripulantes foram mortos e 45 outros ficaram feridos. Testes forenses realizados para despistar o uso de substância ilícitas ao pessoal envolvido, acusaram positivo quanto ao uso de marijuana, o que por si só não demonstra a culpabilidade no acidente, mas que teve como consequência a introdução de testes de álcool e drogas a todo o pessoal que vá entrar de serviço.

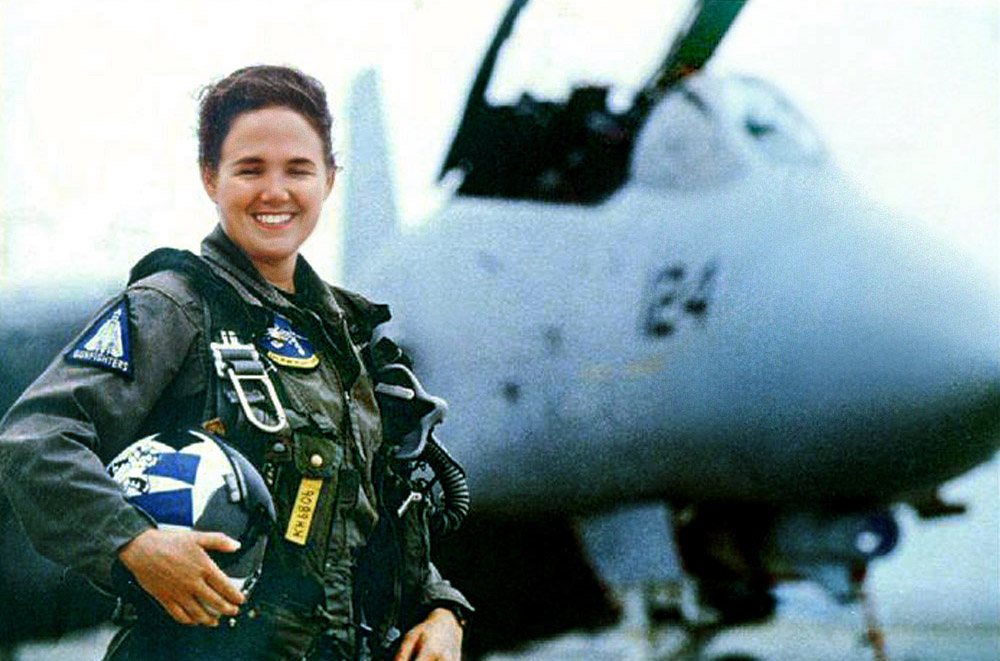
Tenente hultgreen, falecida em acidente de aproximação ao USS Abraham Lincoln.

Se na maior parte dos casos, em que os aviões caem à água na sequencia de manobras de lançamento ou de pouso, os pilotos sobrevivem recorrendo à ejeção e recuperação imediata pela equipe de salvamento e resgate, também acontecem acidentes fatais como o ocorrido com a tenente Kara Hultgreen primeira mulher a pilotar um F-14 Tomcat, durante a fase de aproximação ao USS Abraham Lincoln (CVN-72) no ano de 1994 e que uma investigação posterior apontou como causa uma deficiência bem conhecido dos pilotos e descrita nos manuais de segurança, que ocorre nos motores da aeronave quando colocados em certas condições, mas que a piloto ignorou, ou não conseguiu evitar.
Incêndios também são uma das causas que provocam danos, quer humanos quer na estrutura do navio. Em maio de 2008, na deslocação para o seu novo porto de armamento, na Base naval de Yokosuka no Japão, o USS George Washington sofreu um grave incêndio que feriu 37 marinheiros e teve um custo de 70 milhões de dólares norte-americanos em reparações. O fogo foi causado por ação de alguns tripulantes que fumavam em zona não autorizada e próxima de um armazenamento, também ele indevido, de produtos inflamáveis.

## Os navios da classe
| Navio                             | Data de encomenda      | Início da construção    | Lançamento á água       | Entrada em serviço     |
| --------------------------------- | ---------------------- | ----------------------- | ----------------------- | ---------------------- |
| USS Nimitz (CVN-68)               | 31 de março de 1967    | 22 de junho de 1968     | 13 de maio de 1972      | 13 de maio de 1975     |
| USS Dwight D. Eisenhower (CVN-69) | 29 de junho de 1970    | 15 de agosto de 1970    | 11 de outubro de 1975   | 18 de outubro de 1977  |
| USS Carl Vinson (CVN-70)          | 5 de abril de 1974     | 11 de outubro de 1975   | 15 de março de 1980     | 13 de março de 1982    |
| USS Theodore Roosevelt (CVN-71)   | 30 de setembro de 1980 | 31 de outubro de 1981   | 27 de outubro de 1984   | 25 de outubro de 1986  |
| USS Abraham Lincoln (CVN-72)      | 27 de dezembro de 1982 | 3 de novembro de 1984   | 13 de fevereiro de 1988 | 11 de novembro de 1989 |
| USS George Washington (CVN-73)    | 27 de dezembro de 1982 | 25 de agosto de 1986    | 21 de julho de 1990     | 4 de julho de 1992     |
| USS John C. Stennis (CVN-74)      | 29 de março de 1988    | 13 de março de 1991     | 11 de novembro de 1993  | 9 de dezembro de 1995  |
| USS Harry S. Truman (CVN-75)      | 30 de junho de 1988    | 29 de novembro de 1993  | 7 de setembro de 1996   | 25 de julho de 1998    |
| USS Ronald Reagan (CVN-76)        | 8 de dezembro de 1994  | 12 de fevereiro de 1998 | 4 de março de 2001      | 12 de julho de 2003    |
| USS George H. W. Bush (CVN-77)    | 26 de janeiro de 2001  | 6 de setembro de 2003   | 9 de outubro de 2006    | 10 de janeiro de 2009  |

### Diferenças entre navios
Os primeiros três navios, (CVN-68, 69 E 70) são considerados uma sub-classe, devido ao uso de diversas soluções de construção e de configuração, que não foram utilizadas nos navios seguintes. Assim as diferenças estruturais aplicadas no USS Theodore Roosevelt (CVN-71) e seguintes são a melhoria da proteção blindada dos paióis de munições, também uma melhor proteção do convés de voo contra tiro balístico, utilizado pela primeira vez no USS George Washington (CVN-73), uso de um movo tipo de aço (HSLA-100) de alta resistência aplicado pela primeira vez no USS John C. Stennis (CVN-74), também as configurações do convés de voo e o seu comprimento, o tipo de catapultas para lançamento de aeronaves e o deslocamento dos navios,  bem como na composição dos sistemas eletrónicos e de defesa contra ameaças navais e aéreas, no entanto estas diferenças foram atenuadas, ou mesmo eliminadas no sentido da convergência, quando as referidas embarcações passaram pela modernização de meia vida. 
Também os dois últimos exemplares da classe, CVN-76 e 77, são considerados uma sub-classe, devido a incorporarem tecnologias e conceitos desenvolvidos no âmbito do "programa CVX", para utilização na nova classe Gerald R. Ford, permitindo assim testar as soluções encontradas, bem como harmonizar a transição entre classes. As principais diferenças situam-se ao nível da ponte de comando, também apelidada de ilha, agora mais comprida e estreita e mais recuada para a popa do navio, a eliminação do mastro principal que alojava alguns dos sensores, os quais estão agora confinados no topo da ponte de comando, esta modificação diminuiu a altura máxima dos navios e permite também uma menor assinatura radar. Os três elevadores de estibordo foram reposicionados e passaram a ser apenas dois, foi ainda adotada uma nova proa mais hidrodinâmica que facilita o deslize na água e o convés de voo está agora inclinado 0,1 graus, para favorecer o lançamento de aeronaves nas duas catapultas de vante, simultaneamente com as ações de recuperação de aeronaves.

### Atividade operacional (de relevo)
1975–1989

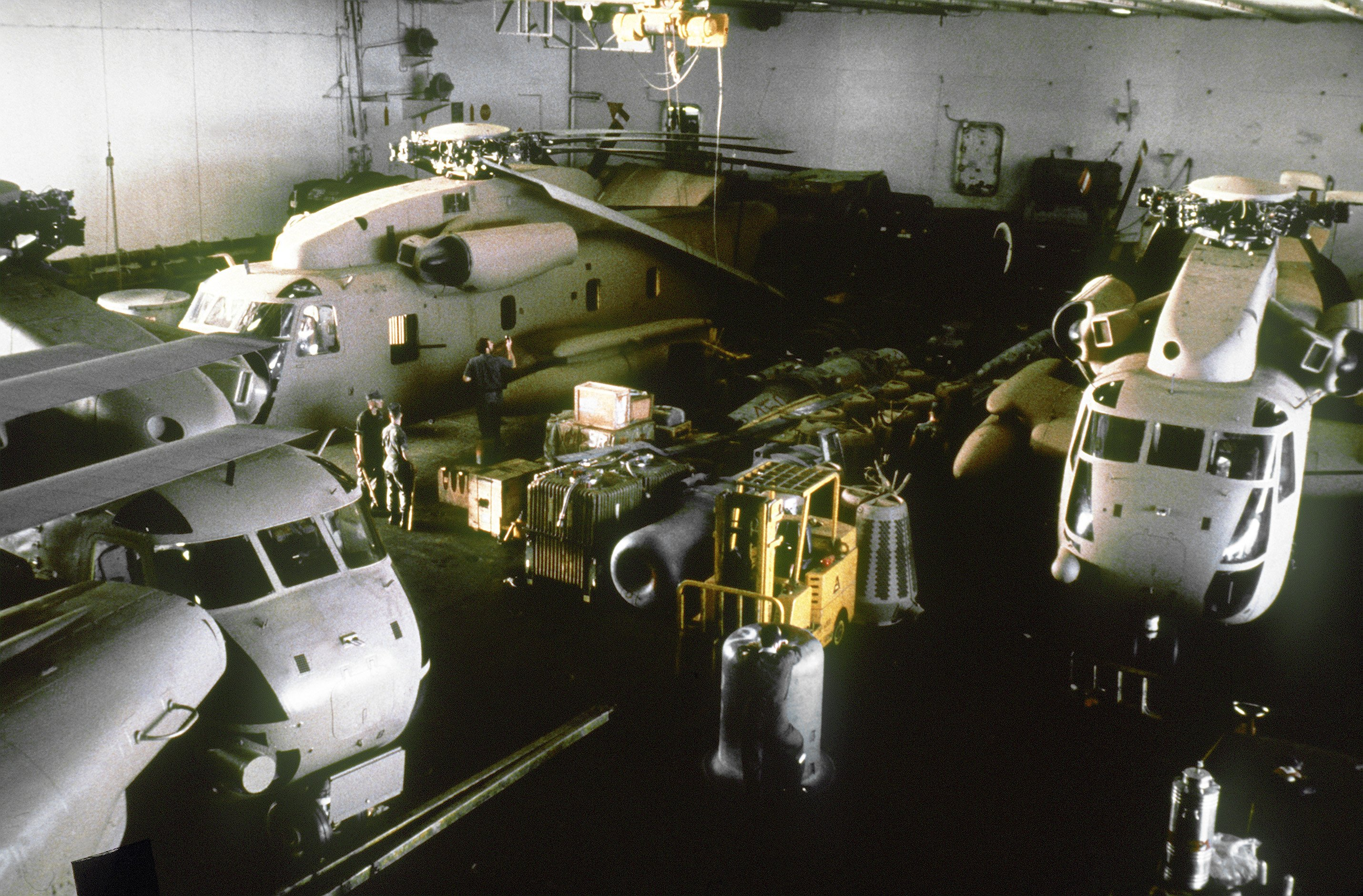
RH-53 Sea Stallion no hangar do USS Nimitz, ultimando os preparativos para a Operação Eagle Claw.

A mais relevante operação militar executada por um navio da classe Nimitz durante esta dezena e meia de anos, foi a Operação Eagle Claw uma tentativa frustrada de resolver a Crise de reféns no Irão, levada a cabo pelo USS Nimitz (CVN-68) no ano de 1980. Em agosto de 1981 o USS Nimitz volta a ser protagonista de um incidente, ao executar na companhia do USS Forrestal (CVA-59), um exercício de liberdade de navegação no Golfo de Sidra, no qual dois F-14 Tomcat abateram dois Su-22 Fitter da Força Aérea Líbia que manobraram para atacar as aeronaves norte-americanas, chegando mesmo a disparar um míssil K-13 (AA-2 Atoll) que falhou o alvo, uma tentativa de repetir os confrontos realizados horas antes, onde um Mig-25 disparou contra F-4 Phantom II do USS Forrestal em patrulha. Em 1987 o USS Carl Vinson (CVN-70) realizou o seu primeiro cruzeiro de patrulha no mar de Bering.
1990–2000
A década de 1990 ficou indelevelmente marcada, pela chamada Guerra do Golfo e operações subsequentes na mesma área até à invasão do Iraque em 2003, todos os navios da classe Nimitz, em condição operacional ativa, foram de algum modo envolvidos nas operações. Porém os porta-aviões que participaram na "Operação Escudo do Deserto" e Operação Tempestade no Deserto, foram remetidos para tarefas secundárias, excetuando o USS Theodore Roosevelt o qual empenhou as suas aeronaves em operações de combate.
O USS Abraham Lincoln (CVN-72), empenhado em tarefas de apoio à Guerra do Golfo, foi temporariamente desviado, para participar na missão humanitária de apoio e evacuação da população civil, na sequência da erupção do monte Pinatubo em Luzon nas Filipinas. Já em 1993 durante o mês de outubro, mesmo navio participou ao largo da Mogadiscio na somália, durante 4 semanas apoiando a missão humanitária da ONU e participando em missões de combate de apoio ás forças norte-americanas envolvidas na Operação restaurar a esperança. Em 1995 voltou ao Golfo Pérsico no âmbito da Operação Vigilant Sentinel.
O USS Theodore Roosevelt (CVN-71), foi destacado em 1991 no mar mediterrâneo, para apoiar o esforço de proteção da minoria Curda no norte do Iraque, na sequência da Guerra do Golfo. Em 1999 foi destacado para o Mar Jónico e ativamente empregue na campanha de bombardeamento da ex Jugoslávia, durante o seu conflito separatista. Este mesmo teatro de operações tinha já sido utilizado pelo USS George Washington (CVN-73), na operação de imposição de paz na Bósnia e Herzegovina.
2001–2012

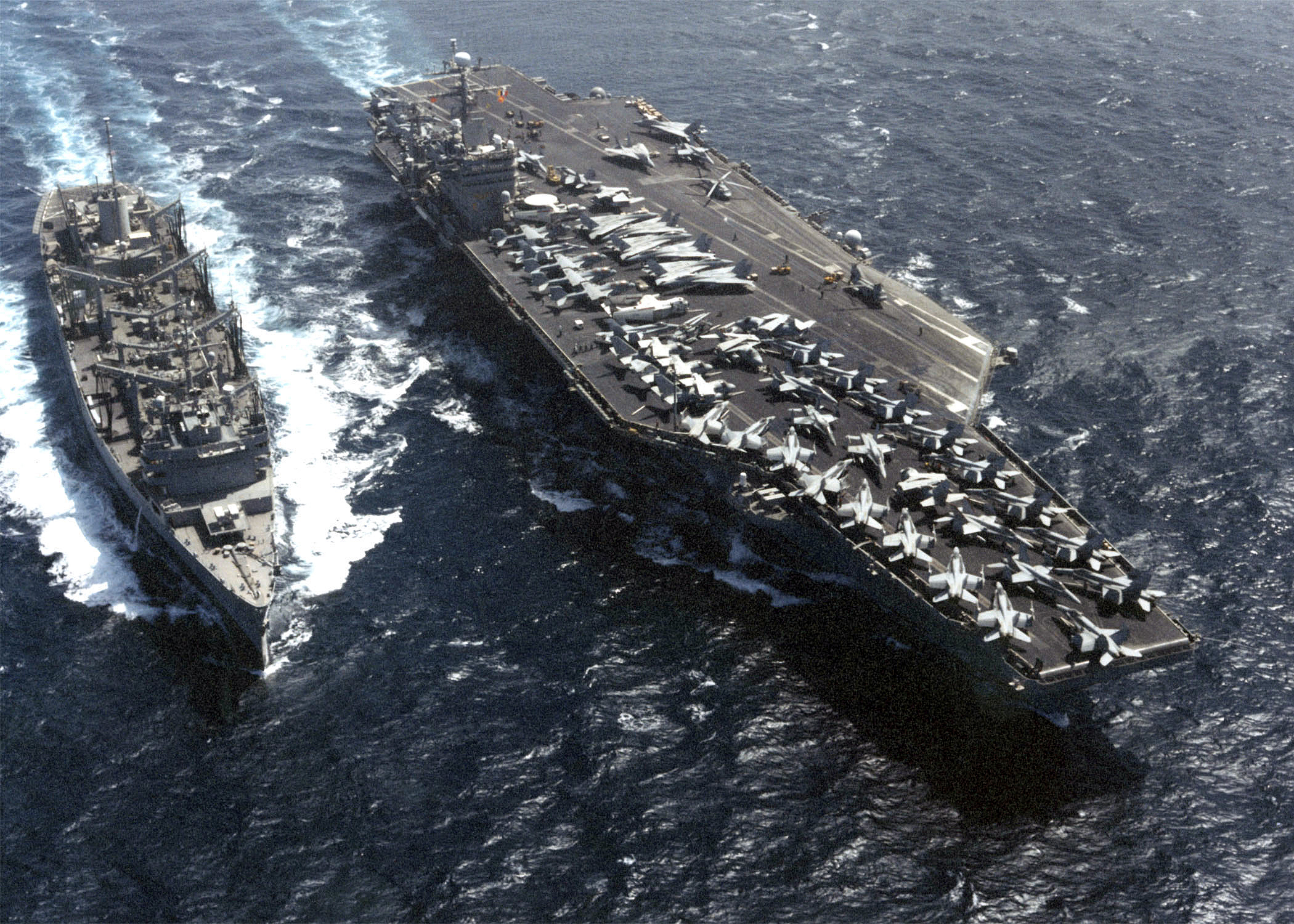
O USS Carl Vison sendo reabastecido, durante a Operação Enduring Freedom no Afeganistão.

O USS Harry S. Truman (CVN-75) inicia o seu cruzeiro inaugural em 28 novembro de 2000, com destino ao mar mediterrâneo e posteriormente o Golfo Pérsico. A 16 de fevereiro de 2001 é chamado a colaborar na Operação Southern Watch, na qual a sua ala aérea (CVW-3), efetua 869 missões de interdição do espaço aéreo e de ataque a pontos de defesa antiaérea iraquiana, em resposta ao lançamento de misseis contra forças terrestres da coligação das Nações Unidas.
Após os ataques de 11 de setembro de 2001, o USS Carl Vison e o USS Theodore Roosevelt foram dos primeiros navios a participar na Operação Enduring Freedom no Afeganistão; o Vison que navegava em direção ao Golfo Pérsico, para apoiar a operação Southern Watch, foi desviado para o norte do Mar Arábico, onde lançou os primeiros ataques aéreos no dia sete de outubro de 2001. Também e na sequência dos ataques de 11 de setembro, os porta-aviões USS John C. Stennis (CVN-74) e USS George Washington (CVN-73), foram mobilizados para assegurar tarefas de segurança aérea e marítima em toda a costa Oeste dos Estados Unidos; de um modo geral é seguro afirmar-se que todos os navios da classe foram envolvidos uma ou mais vezes em operações no Afeganistão e no Iraque.
De salientar ainda pelo seu relevo, a participação em operações humanitárias, em resultado de catástrofes de origem natural. Em 2005 o USS Abraham Lincoln (CVN-72), participou na Operation Unified Assistance na Indonésia a qual foi formada pela vontade internacional em prestar assistências às vitimas do tsunami no Oceano Índico ocorrido no final do ano de 2004. O USS Harry S. Truman providenciou assistência aos desalojados do furacão Katrina em 2005, o USS Ronald Reagan (CVN-76) e o seu grupo naval de apoio, prestaram ajuda humanitária às populações vítimas do tufão Fengshen que atingiu as Filipinas em 2008 causando centenas de mortes. Mais recentemente, em janeiro de 2010, o USS Carl Vison colaborou na assistência prestada aos desalojados e sobreviventes do terramoto ocorrido no Haiti.

#### Reabastecimento nuclear e modernização de meia vida
Todas os navios da classe Nimitz estão programadas para serem reabastecidos de combustível nuclear e sofrerem uma modernização/atualização da sua estrutura e equipamentos, por volta dos 23 anos de vida operacional.
O navio líder da classe, USS Nimitz (CVN-68), passou por sua modernização e reabastecimento entre  os anos de 1998 e 2001.

Esta fase denominada pelo acrónimo RCOH na terminologia inglesa (ver notas de rodapé), realizada em doca seca pelo período de três a quatro anos, é a mais desafiadora e complexa tarefa da engenharia industrial, realizada em qualquer lugar, por qualquer organização. não só porque os reatores nucleares devem ser reabastecidos a bordo, simultaneamente a uma variedade alargada de reparações, modificações estruturais e modernizações como, o sistemas de combate e armamento, o sistema de comunicações comando e controle, sistema de tratamento e distribuição de água potável, energia elétrica, ar condicionado, distribuição e abastecimento de aeronaves e tudo o mais que possa colocar em risco a operacionalidade do navio devido a obsolescência, segue-se a pintura interior e exterior do casco e todos os seus componentes, finalizando com os testes de mar após os quais a marinha aceita (ou não) a embarcação.

#### Função diplomática
A literatura mostra que a diplomacia naval tem sido usada desde os primórdios, quando o homem começou a fazer navegar embarcações para além da costa, a sua história encontra-se profusamente publicada desde então. No entanto, até meados do século XX, os escritos sobre estratégia naval tendiam
a concentrar-se na capacidade militar em mar aberto, mesmo que os benefícios políticos da ameaça de força, o uso de força limitada, e a "mostra da bandeira" fossem bem conhecidos e implicitamente compreendidos.

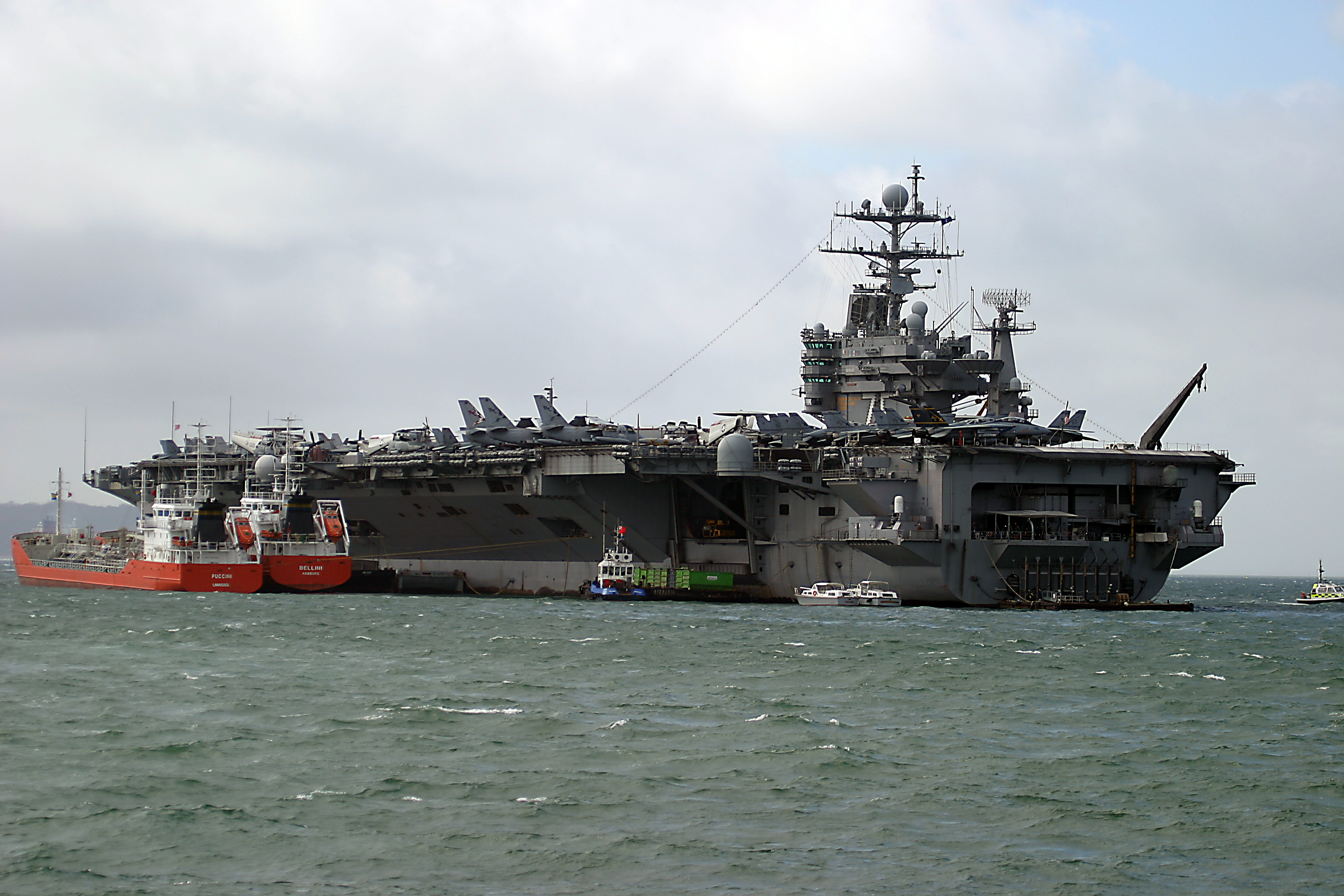
USS Harry S. Truman ancorado em Stokes Bay (sul de Inglaterra) durante uma visita de cortesia.

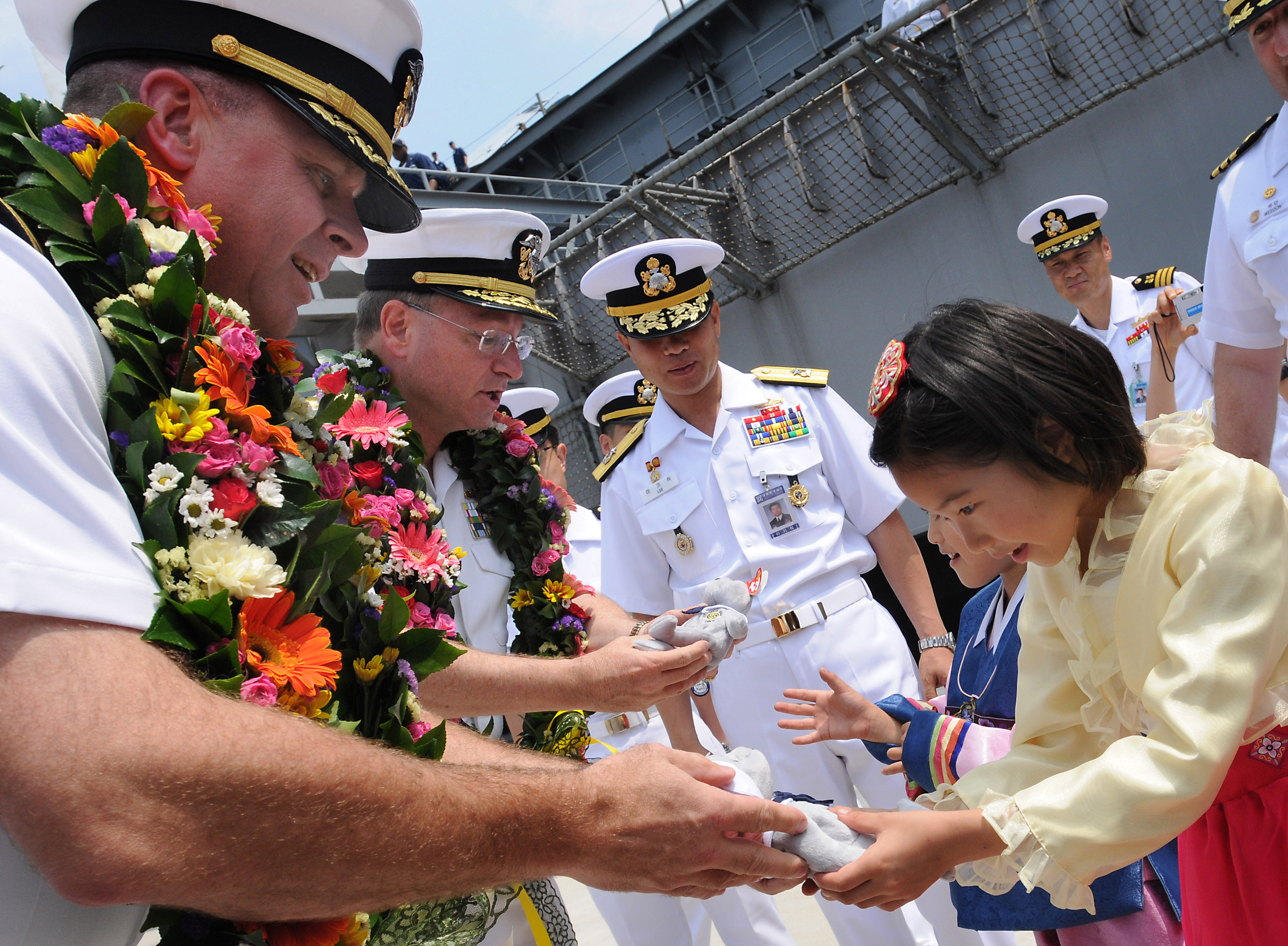
Comandante e comandante do grupo aéreo do USS Ronald Reagan, interagindo com a popolução Sul-Coreana durante uma visista de cortesia.

Na atualidade por causa de seu estatuto de serem os maiores navios de guerra em atividade  alguma vez construídos em todo o mundo, a presença de um porta-aviões pode cumprir um papel simbólico, não apenas em termos de impedimento das ações de um potencial inimigo, mas muitas vezes como ferramenta diplomática, no reforço das relações com aliados e potenciais aliados. A última dessas funções ocorre tanto em uma visita individual, na qual altos oficiais da Marinha de Guerra do país visitado interagem e observam o "modus operandi"s do navio, ou como parte de uma força-tarefa internacional.
Esta funcionalidade simbólica, está também presente na participação em operações internacionais de combate, como a Operação Forças Aliadas (Operation Allied Force) durante o conflito separatista na província sérvia do Kosovo em 1999, também na participação em exercícios navais conjuntos, ou ainda em operações de segurança marítima internacional, como o combate à pirataria no Golfo Pérsico e na costa da Somália. Porém a presença de armas nucleares a bordo dos porta-aviões, depois do final da guerra fria, o que nunca foi confirmado ou negado pelas autoridades norte-americanas. Pode e provoca ocasionalmente protestos da população local do porto visitado, devido a preocupações de segurança nuclear. Um dos casos mais recentes e amplamente divulgado pela imprensa, aconteceu durante a visita do USS Nimitz a Chennai, localizada na Índia, em 2007. Apesar da afirmações perentórias, do comandante do grupo naval, o Almirante John Terence Blake de que: [...]"a política oficial dos Estados Unidos, é de nunca transportar armas nucleares em missões de rotina".
Seja na antiguidade, seja durante o domínio do império Britânico em que o termo aplicado foi "Pax Britannica", seja nos nossos dias, em que impera a diplomacia das "90 mil toneladas", a mensagem continua sendo a mesma.

### Custos
| Navio  | Ano do contrato | Custo contratual | Custo final |
| ------ | --------------- | ---------------- | ----------- |
| CVN-68 | 1967            | 450              | 635         |
| CVN-69 | 1970            | 550              | 679         |
| CVN-70 | 1974            | 750              | 956         |
| CVN-71 | 1980            | 1 200            | ??          |
| CVN-72 | 1983            | 1 550            | ??          |
| CVN-73 | 1983            | 1 550            | 3 500       |
| CVN-74 | 1988            | 1 850            | 3 500       |
| CVN-75 | 1988            | 1 850            | ??          |
| CVN-76 | 1995            | 2 500            | 4 300       |
| CVN-77 | 2001            | 3 806            | 6 200       |

A construção de um navio da classe Nimitz custa ao erário público dos Estados Unidos, quatro mil milhões de dólares (valor médio em 1997), mais dois mil milhões para uma atualização de meia vida. Trabalhos de manutenção e os custos operacionais, consomem mais 14 mil milhões. No final da sua vida útil para a desmontagem, reprocessamento do combustível nuclear e descontaminação da radiação, são necessários mais 900 milhões. Assim o custo total por navio ao longo de um ciclo de vida de cinquenta anos está estimado em aproximadamente 22 mil milhões (bilhões). Comparativamente para um navio idêntico mas movido por combustível fóssil os custos necessários rondariam os 14 mil milhões (bilhões) de dólares ainda e sempre a preços médios estimados de 1997.

## Grupo naval de apoio

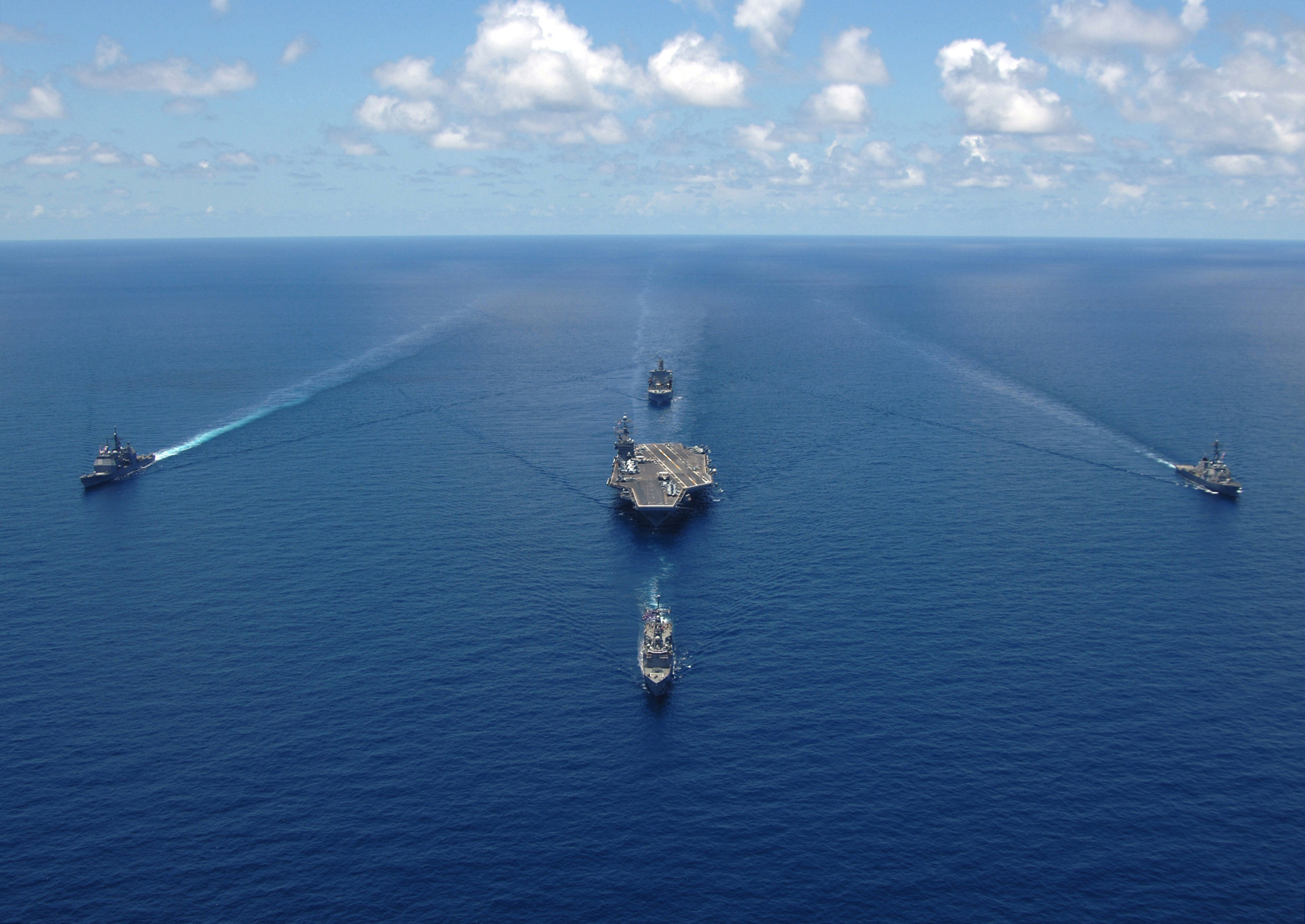
O CSG do USS George Washington. Obviamente esta não é uma formação usada em combate.

O grupo naval de apoio ou flotilha de escolta, é acionado e junta-se a um porta-aviões sempre que este inicia um cruzeiro de patrulha, usualmente por períodos que raramente excedem os seis ou sete meses de duração, formando conjuntamente com a ala aérea o denominado, usando a terminologia anglófona, Carrier strike group - CSG. Trata-se de uma força flexível, capacitado para operar em qualquer ambiente e sob todas condições. Tem como função primária assegurar e ou complementar a defesa antiaérea, antimíssil e anti submarina de um porta-aviões, bem como auxiliar com o lançamento de misseis de cruzeiro a capacidade de ataque das suas aeronaves.
O grupo naval de apoio, possui uma composição variável, tanto no número de unidades como na sua qualidade, está dependente do tipo de missão atribuída ao porta-aviões, as possíveis ameaças e as operações expectáveis. A sua composição típica em tempo de paz, não difere muito do seguinte:
- Um ou dois cruzadores da classe Ticonderoga;[92]
- dois ou três contratorpedeiros de mísseis guiados (DDGS) da classe Arleigh Burke;[92]
- até dois submarinos de ataque;[92]
- um navio reabastecedor misto, que providencia o abastecimento rápido de munições, combustível para aeronaves e cargas sólidas.[92]

## Outras especificações adicionais
Compilação de dados com origem diversa: 
- Altura total (da quilha ao topo do mastro) - 74 metros, equivalente a um edifício de 24 pisos.
- Deslocamento máximo ( em modo de combate total) - 97 000 a 101 000 toneladas, consoante o navio.
- Peso da estrutura em aço - 60 000 toneladas.
- Área total do convés de voo - 1 821,5 metros quadrados (~1.8 hectares).
- Comprimento total do convés de voo - 333 metros.
- Largura máxima do convés de voo - 78 metros
- Número de comparimentos a bordo - +4 000
- Peso de cada âncora - 30 toneladas.
- Peso de cada elo das correntes das âncoras (amarras) - 160 quilos.
- Número de reatores nucleares - 2
- Número de caldeiras geradoras de vapor - 4
- Número de geradores diesel, para navegação e energia de emergência - 4
- Número de veios de propulsão e respetivas hélices 4
- Peso de cada hélice -  30,000 quilos.
- Peso de cada leme - 45 500 quilos
- Capacidade de armazenamento p/ combustível da aviação - 12,5 milhões de litros.
- Número de telefones (internos) a bordo - 2 500
- Número de televisores a bordo - 3 000
- Comprimento total da cablagem electrica - +1 600 quilómetros
- Capacidade instalada do ar condicionado - equivalente/suficiente para climatizar 500 casas familiares.
- Número de camas no hospital de bordo - 53

## Será um porta-aviões (in)vulnerável?
Os porta-aviões na generalidade, mesmo os maiores e propulsão nuclear, não são invulneráveis. Mas a multiplicidade de desafios e obstáculos a vencer, por parte de um potencial agressor são de extrema dificuldade e impossíveis de executar pela quase totalidade das nações tal como as conhecemos.

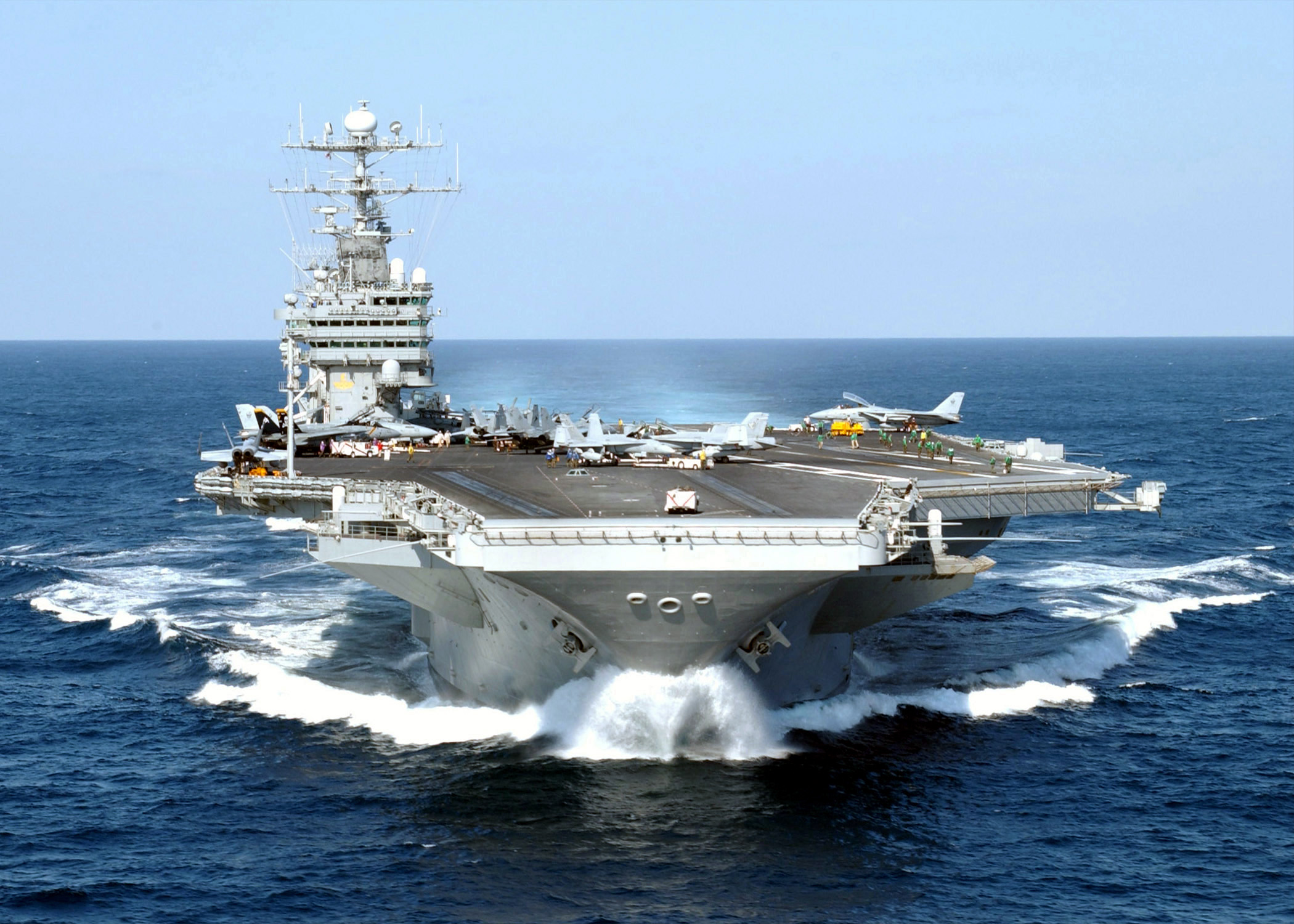
O USS George Washington, navegando am alta velocidade.

Em teoria, em tempo de guerra generalizada um porta aviões norte americano, atuará sempre para além das 200 milhas da costa, evitará zonas de tráfego marítimo comercial e estará permanentemente em movimento, navegando aproximadamente mais de mil quilómetros por dia, dificultando assim ser encontrado por pequenas embarcações de alta velocidade e maneabilidade com intuitos terroristas/suicidas, o seu rastreio após ter sido identificado. Mas na eventualidade de um hipotético inimigo conseguir vencer a complexidade e os custos astronómicos em meios envolvidos, para detetar, identificar e rastrear positivamente e permanentemente de modo a que um conjunto de forças aéreas, de superfície e submarinas possam vir a atacar, é ainda necessário contar com as defesas constituídas pelo seu grupo naval de apoio, guarnecido por um ou dois (em tempo de paz) submarinos nucleares de ataque, contratorpedeiros e cruzadores,equipados com o sistema AEGIS, a defesa constituída pela aviação embarcada, a defesa do próprio navio constituída por armas antiaéreas de curto alcance e antimísseis e ainda uma vasta panóplia de contra medidas eletrónicas (ECM) e contra contra medidas eletrónicas (ECCM) quer passivas quer ativas.

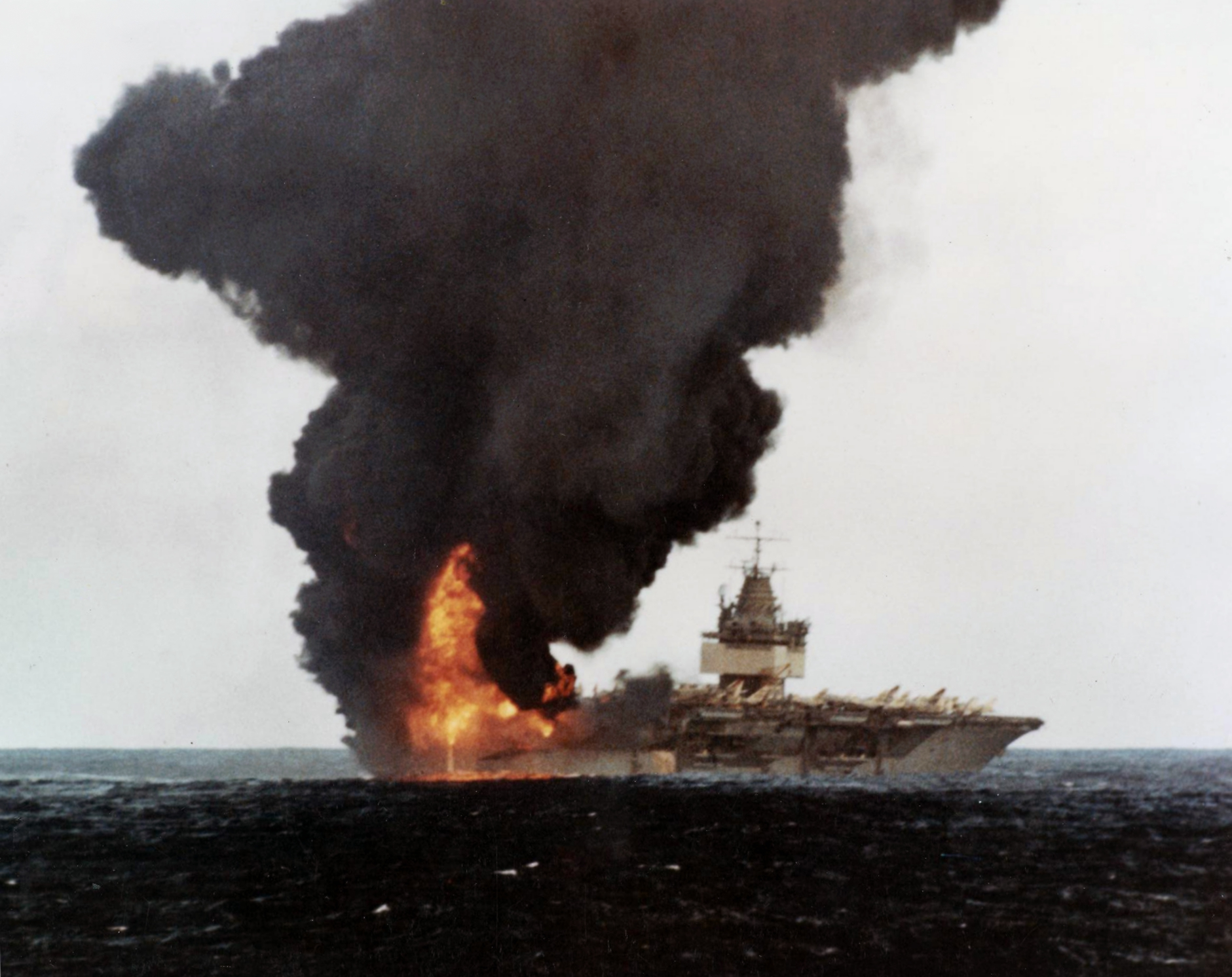
O USS Enterprise, durante o acidente descrito no texto.

O gigantismo do navio e a sua natural robustez derivada da função a que se destina, é também uma barreira a ultrapassar. Serve de exemplo um dos acidentes mais notórios e graves acontecido a bordo do USS Enterprise (CVN-65), em janeiro de 1969 quando um contentor de foguetes de 127.0 mm MK-32 Zuni acoplado a uma das asas de um F-4 Phantom explodiu derivado a sobreaquecimento provocado pelos gases de escape dos exaustores da aeronave à sua frente. O incidente que rapidamente se alastrou provocou outras explosões em depósitos de combustível para avião (JP5) e em dezoito bombas Mark 82 de 227 kg, de que resultaram várias crateras que penetraram profundamente no interior do navio, 314 feridos e 27 mortos entre a tripulação, a destruição total de 15 aeronaves e outras perdas de equipamento provocadas pelo incêndio incontrolável que alastrou para os decks inferiore e demorou aproximadamente três horas a extinguir, no final o navio seguiu pelos seus próprios meios para Pearl Harbor onde foi submetido às necessárias reparações. 
No entanto o debate sobre a (in)vulnerabilidade de um super porta-aviões está bem vivo, com respostas e apreciações para todos os gostos e é transversal aos diversos estratos sociais da sociedade norte americana. Porém como qualquer outro navio de superfície, os super porta aviões estão sujeitos a serem atacados e afundados, é tudo uma questão de determinação, empenho e oportunidade e disponibilidade de meios. Como um reputado comandante de submarinos da Marinha dos Estados Unidos, disse em tom sarcástico: “There are two kinds of ships in the US Navy: subs and targets.” (Existem dois tipos de embarcações na Marinha dos Estados Unidos: os submarinos e os alvos).

## CVNX - a próxima geração

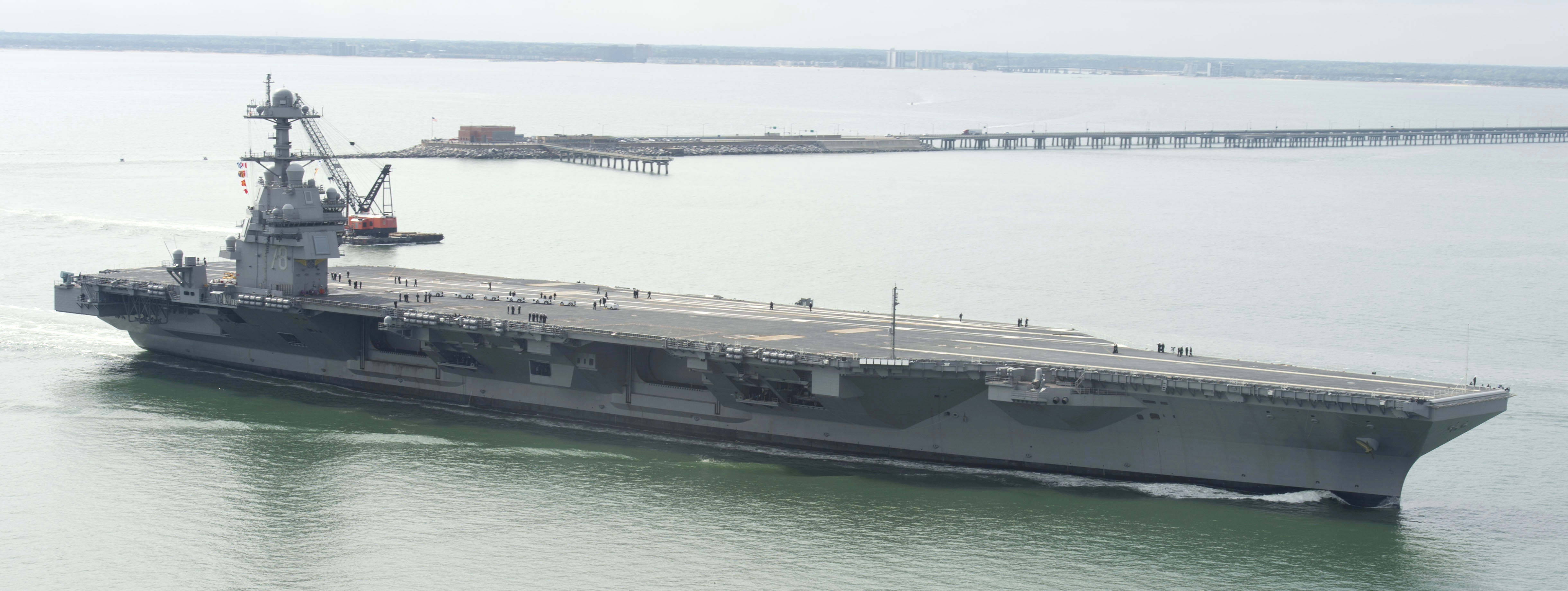
O USS Gerald R. Ford (CVN-78)

Desde a década de 1960, quando foram construídos os últimos porta aviões que viriam a substituir as unidades da classe Forrestal, que não existem modificações significativas no seu desenho base, excetuando pequenas alterações sem grande significado, geralmente resultantes de necessidades operacionais. Em face destas considerações a Marinha norte-americana decidiu em 1993, encomendar um estudo tendo em vista o incremento e aplicação de novas tecnologias, também o aumento da capacidade operacional, dos navios. Paralelamente foram criados pequenos grupos de trabalho, que se debruçaram sobre a pesquisa de novos requisitos operacionais, novas tecnologias e iniciativas R&D necessárias a completar esta finalidade. Em 1996 foi emitida a primeira versão do conceito definindoc a nova plataforma, resultante dos procedimentos anteriormente descritos, a qual ficou publicamente conhecida como programa "CVX".
Da implementação prática deste programa resultou a classe Gerald R. Ford, cujos navios substituirão progressivamente os atuais da classe Nimitz e o USS Enterprise (CVN-65). No entanto e apesar de tecnicamente integrarem a classe Nimitz, os seus últimos dois navios, USS Ronald Reagan (CVN-76) e USS George H. W. Bush (CVN-77), foram completados com tecnologia a utilizar na nova classe de navios, fazendo assim uma adequada e experimentada transição.

### Inovações e diferenças para com a classe Nimitz
A nova classe de porta aviões, fruto do investimento em pesquisa, referido na secção anterior, pretende dar resposta às seguintes premissas:
| Maior flexibilidade                                 | Incremento da capacidade                                    | Economia de meios e custos                       |
| --------------------------------------------------- | ----------------------------------------------------------- | ------------------------------------------------ |
| - Maior disponibilidade operacional                 | - Maior capacidade de sobrevivência                         | - Redução dos custos de construção               |
| - Geração de energia elétrica triplicada            | - Incremento do controle de danos                           | - Redução dos custos de manutenção em 30%        |
| - Uso de "arquitetura aberta"                       | - Incremento na auto defesa                                 | - Tripulação diminuída, pelo uso de automatismos |
| - Capacitado para integrar novas plataformas aéreas | - Maior capacidade de armazenagem de combustível de aviação |                                                  |
|                                                     | - Interoperabilidade dos componentes do navio               |                                                  |

Assim e grosso modo, as diferenças e inovações podem ser agrupadas em seis áreas:
1. super estrutura integrada - reposicionada em direção à popa e mais estreita, aloja agora todos os sensores e foi equipada com um novo sistema avançado de apoio à aproximação e pouso das aeronaves;
2. incremento na distribuição e manuseamento de munições - Adoção de um novo tipo, chamado avançado, de elevadores que fazem chegar as munições ao convés de voo; reabastecimento pesado de munições com a aeronave em deslocamento;
3. geração de energia elétrica - Novos geradores mais eficientes e novo sistema de distribuição de energia por zonas;
4. convés de voo melhorado - aumento da largura do convés proporcionando mais espaço para parqueamento e atividades de reabastecimento das aeronaves; sistema avançado de retenção por cabos (agora somente três) das aeronaves quando pousam, novos elevadores para aeronaves, agora em número de três e reposicionados, mas mais potentes e estabilizados; novas catapultas eletromagnéticas para lançamento das aeronaves, sem as restrições anteriores causadas pela falta de pressão imediata do vapor utilizado como propulsão;
5. incremento da sobrevivência em combate - informação classificada, não disponível para uso público;
6. Meios de auto defesa melhorados - informação classificada, não disponível para uso público, mas que estará centralizada em um sistema avançado e integrado de defesa aérea e no uso do míssil RIM-162 ESSM.